# 高皇産霊神社 (野々市市)
高皇産霊神社（たかみむすひじんじゃ）は、石川県野々市市押野1丁目にある旧村社の神社。旧押野村西部にあった元の高皇産霊神社は、「加賀國式内等旧社記」に登場する押野山王神社であったされる。
明治42年（1909年）に、神社合祀令に基づき、旧押野村字押野（現在の野々市市押野1丁目）の東部にあった清水神社へ、西部にあった元の高皇産霊神社を合併して新たに高皇産霊神社とした。明治44年（1911年）、押野後藤家の屋敷跡である現在地に新社殿を建設し、遷祇して現在に至る。間口5間、奥行5間の拝殿は、村社としては珍しく大きい。
敷地は押野後藤家11代当主後藤於菟吉氏の寄進によるものであり、
本殿と拝殿の建設費には旧押野村字押野の共有飛び地であった押野山の売却費を充てている。

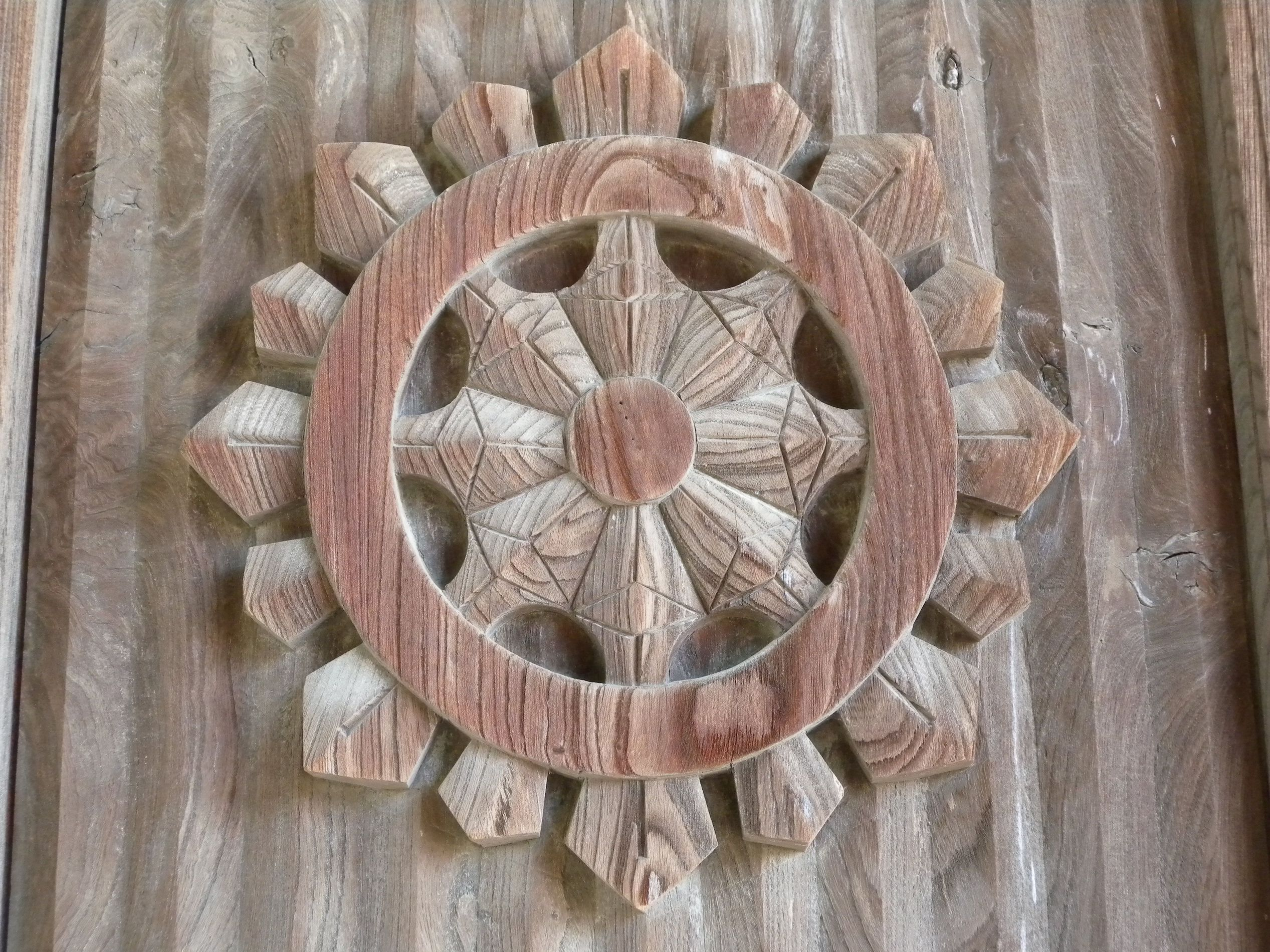
拝殿扉にある八角鉾輪宝（神紋）

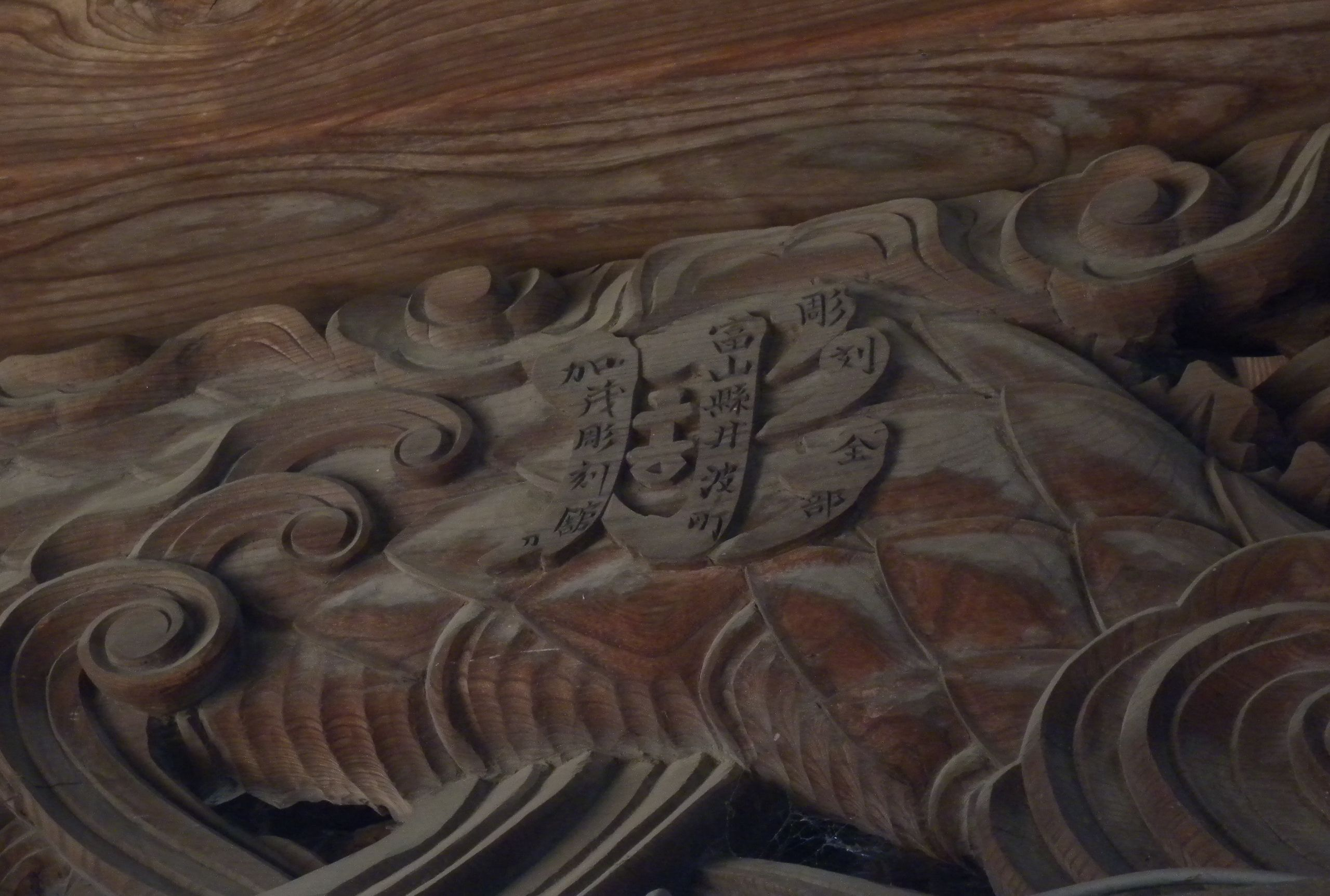
向拝の飛龍背面にある加茂彫刻館銘

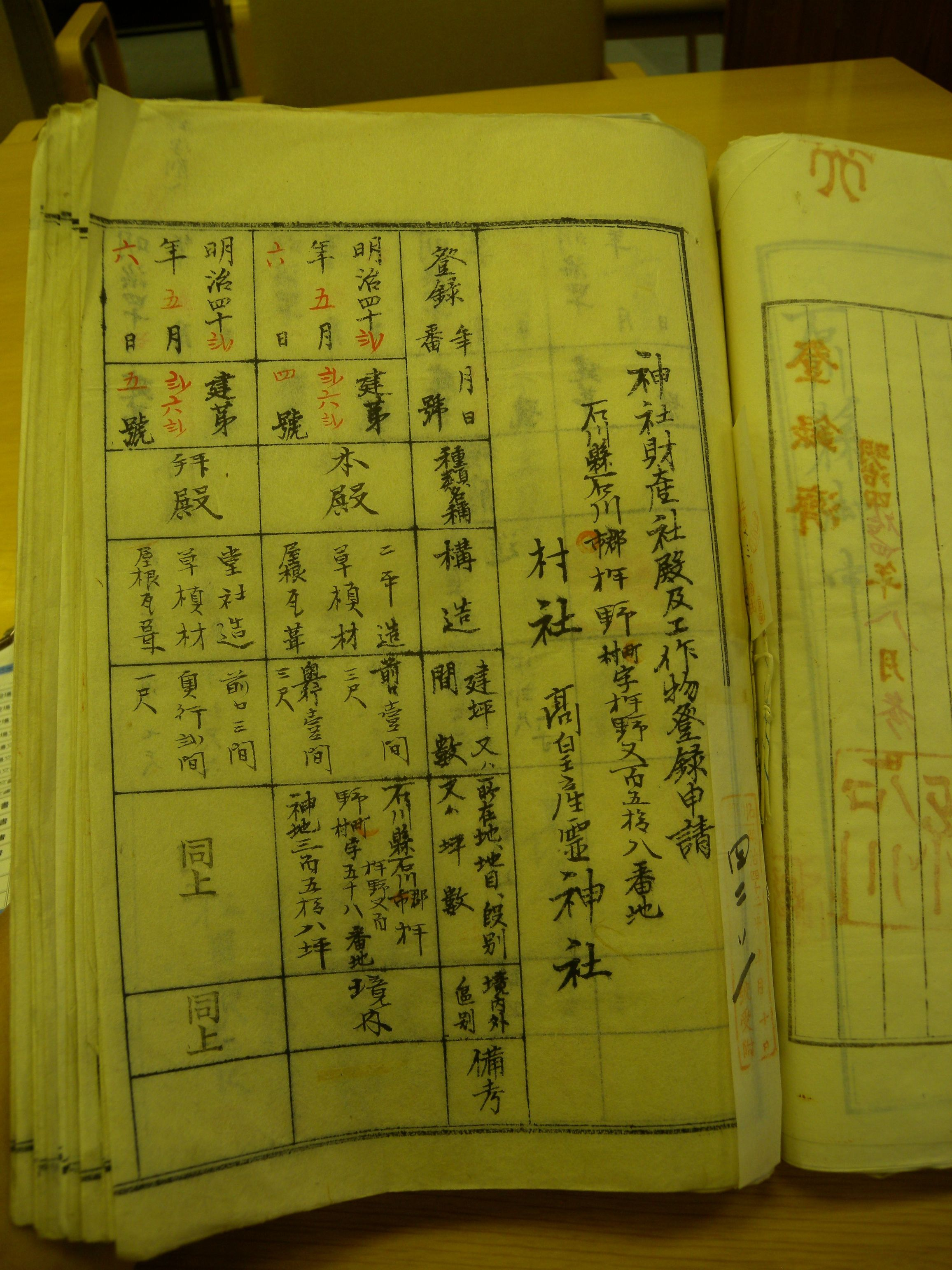
旧高皇産霊神社登録申請書

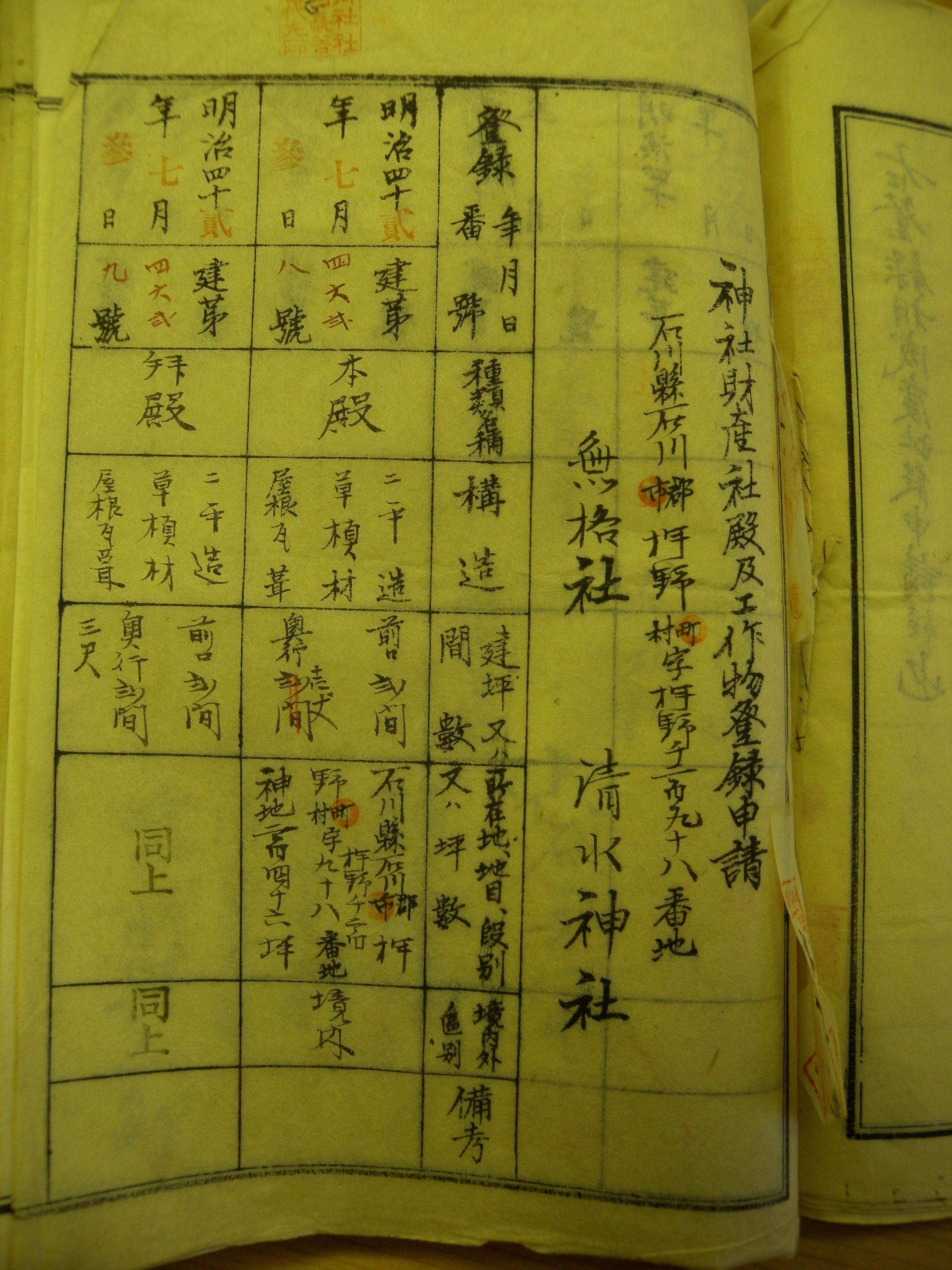
清水神社登録申請書

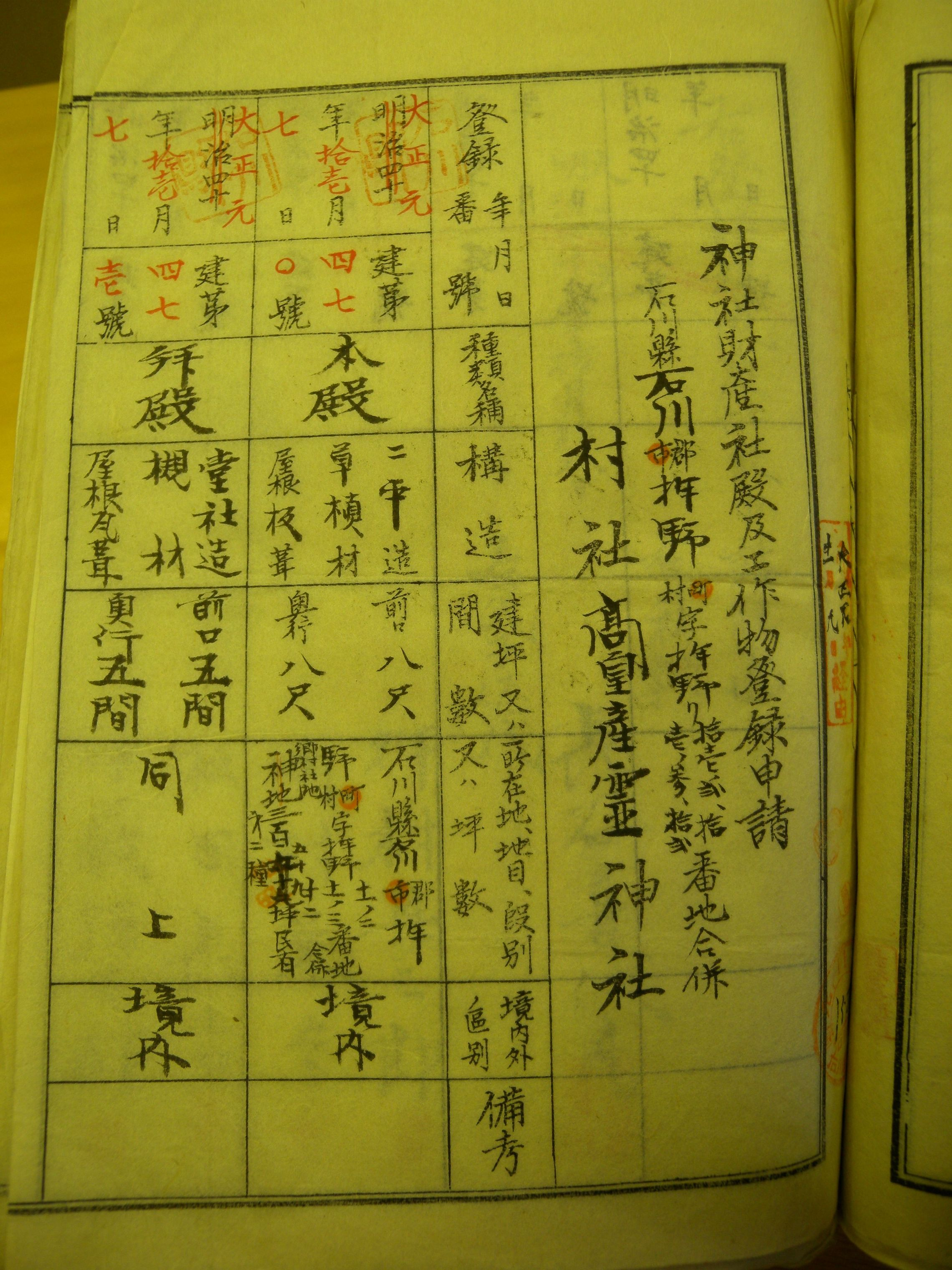
現高皇産霊神社登録申請書

## 祭神
現在の祭神は以下の通りである。
主祭神
- 高皇産霊尊：天と地が初めて二つに分かれた時、最初に高天原に降臨した三神の中の一柱。性別のない独神（ひとりがみ）。
- 国常立尊：神世七代の第一代神である。地を司ることから名付けられたと古事記伝にある。性別のない独神（ひとりがみ）。
- 天照大神：国常立尊らととも神世七代の第七代神として現れた伊邪那岐尊が禊で左眼を洗ったとき生まれた太陽神。伊勢神宮祭神。皇室祖神。

## 歴史
中世から近世にかけて、押野の集落には四つの神社があったことが知られている。最も古い神社は押野山王神社である。鎌倉・室町期の押野村内に押野山王神社が存在したことが史料に見える。一向衆徒が高尾城攻めを行った長享2年（1488年）の一揆で、高橋新左衛門が率いる大野荘の一向衆徒5,000人が押野山王林に陣取ったとされる史料があるが、これらの山王林と押野山王神社との関係は不明である。高皇産霊神社に「山王社」の扁額があるが、明治45年4月に氏子が寄進したものである。
江戸期になると、押野山王神社を社名とする神社は史料に無く、代って神明社（別名多聞天社、祭神：高皇産霊尊）、国常立社（祭神：国常立尊）、比咩社（祭神：天照大神）の三社が史料に登場する。このうち鎮座場所が明確なのは、押野の西部で通称宮様跡と呼ばれた場所にあって後に旧高皇産霊神社となった神明社と、東部の宮前と呼ばれる場所にあって後に清水神社となった比咩社である。神明社は、江戸期には山王社とも呼ばれたことから、神明社の前身が鎌倉・室町期の押野山王神社だとされる。明治20年に東部の清水神社が火災で消失すると、清水神社は西側の神明社に合併した後、現在地に移ったとする史料がある。
しかし、古老の言い伝えでは、火災は東側だけでなく、西側の神明社（元の高皇産霊神社）でも若衆が燭台を倒すなどして発生している。明治42年（1909年）に東西両社が各々社殿（拝殿、本殿）登録申請を行った書類が残っており、夫々の社殿が消失したとしても、合併せずに再建されて、古老の言い伝えどおり明治40年代に現存していたことに間違いないことが分かる。江戸期の絵図に、現在の押野上宮寺辺りに名称不明の神社が描かれている。これが、国常立社（祭神：国常立尊）であるとされる。別の古老が伝えるところによると、明治期の耕地整理事業の時、押野集落の北側（通称ゴロムシと呼ばれる箇所）から灯篭を始めとする神社用石細工品が多数発掘されたという。後藤家の絵図にも、集落北側に小高い山の存在が認められる。詳細は不明だが付記する。
別の資料では、押野に神明社、春日社、観音社の三社が存在したとある。古老は、西の神社をオシンメさんと呼んでいることからも、旧高皇産霊神社が神明社に間違いなく、比咩社（清水神社）と国常立社のいずれかが、春日社または観音社だったことになる。

## 建設
1898年（明治31年）、旧大日本帝国陸軍の第九師団が金沢を衛戍地として設置され、練兵場などの施設拡充整備を目的に、金沢市南西部の丘陵地の用地買収を進めた。
三小牛地内の一部も、明治41年から三回に分けて旧陸軍用地として買い上げられ、演習場として使用された。
陸軍が用地買収を進めた三小牛地内の一部に、面積20.945町、地価9269円の押野山と呼ばれる加賀藩時代の押野村共有地が存在し、明治43年10月18日に売却され、最後は陸軍省に渡ったことが史料に残っている。

この時の売却益によって建築したのが現在の高皇産霊神社である。建築工事は明治43年末に開始し、翌明治44年8月18日に竣工慶賀会を盛大に開催したことが新聞記事にある。
現在の境内中央を、押野の集落を東西に分かつように小川（黒田用水）が南北に横切って流れており、小川には小さな石製太鼓橋が架かっている。押野の集落は、この小川を挟んで何事も東西で競い合ってきたらしい。
虫送り太鼓も、明治期まで東西が各々一個を保有しており、虫送りの時期が近づくとこの小川を挟んで太鼓の音の大きさや音色を競い合ったと言われる。
二つの神社を合併して現在の高皇産霊神社を建設するにあたり、東西住民の融和を図るため、本殿と拝殿を小川の東に置くかわりに向きを西にしたと伝えられる。
また、二つあった虫送り太鼓も一つにして新調したのが、現在の野々市市押野1丁目に伝わる巨大な虫送り太鼓である。太鼓は、何度も革を張り替えるなどの修繕を経ているが、本体製造年は明治44年である。虫送り太鼓の胴の殆どは桶作りだが、この太鼓は大太鼓には珍しい曲げわっぱ作りである。
竣工式典は、石川郡長以下来賓100余名を招いて午後2時に始まり、雅楽「武徳」の生演奏による少女舞が奉納された。
式典終了後は、祇園囃し、馬鹿囃し、手踊り、餅投げ、人形浄瑠璃、青年倶楽部による手古練りなどの余興が延々と続き、翌日には相撲大会があり、二日間にわたって祝い、建設費は1万余円だったと新聞は伝えている。
まだ電気がない時代に、大きな行事もなかった静かな農村で、突然のように催された真夏の大慶事であったから、提灯の灯りの下で村人だけでなく近在の人々を交えて夜の更けるのを忘れて賑わったものと想像される。

## 構造（形式）
- 本殿：切妻造り、間口2間2尺、奥行2間2尺、瓦葺き（竣工時[14]は、二平造り、間口8尺、奥行8尺、板葺き、現在の形に改築した時期は不明）
- 拝殿：入母屋造り（堂造り）で向拝は唐風破風付き、間口5間、奥行5間、瓦葺き、全周を幅3尺の欄干付きの縁が囲む。施工者は不明であるが、彫刻の全てを富山県井波町の初代加茂蕃山が主宰する加茂彫刻館[15]が担当した。
- 渡殿（幣殿）：昭和61年（1986年）に新築し、本殿と拝殿を合体した。それまでは、本殿と拝殿が別棟の権現造りであり、祭礼の都度、本殿と拝殿の間に神職が渡たるための大きな梯子を渡していた。
- 社務所：入母屋造り、間口5間、奥行3間、昭和47年（1972年）建築
- 鳥居：明神型花崗岩製。亀腹は地中に埋もれていると思われる。竣工時は木製であった[4]。
- 敷地：後藤於菟吉の寄進による[1][8]。創建時の境内面積は359坪であったが、昭和24年（1949年）以降、神社横を走る県道宮永横川線の度重なる拡幅工事によって神社境内面積は減少している。

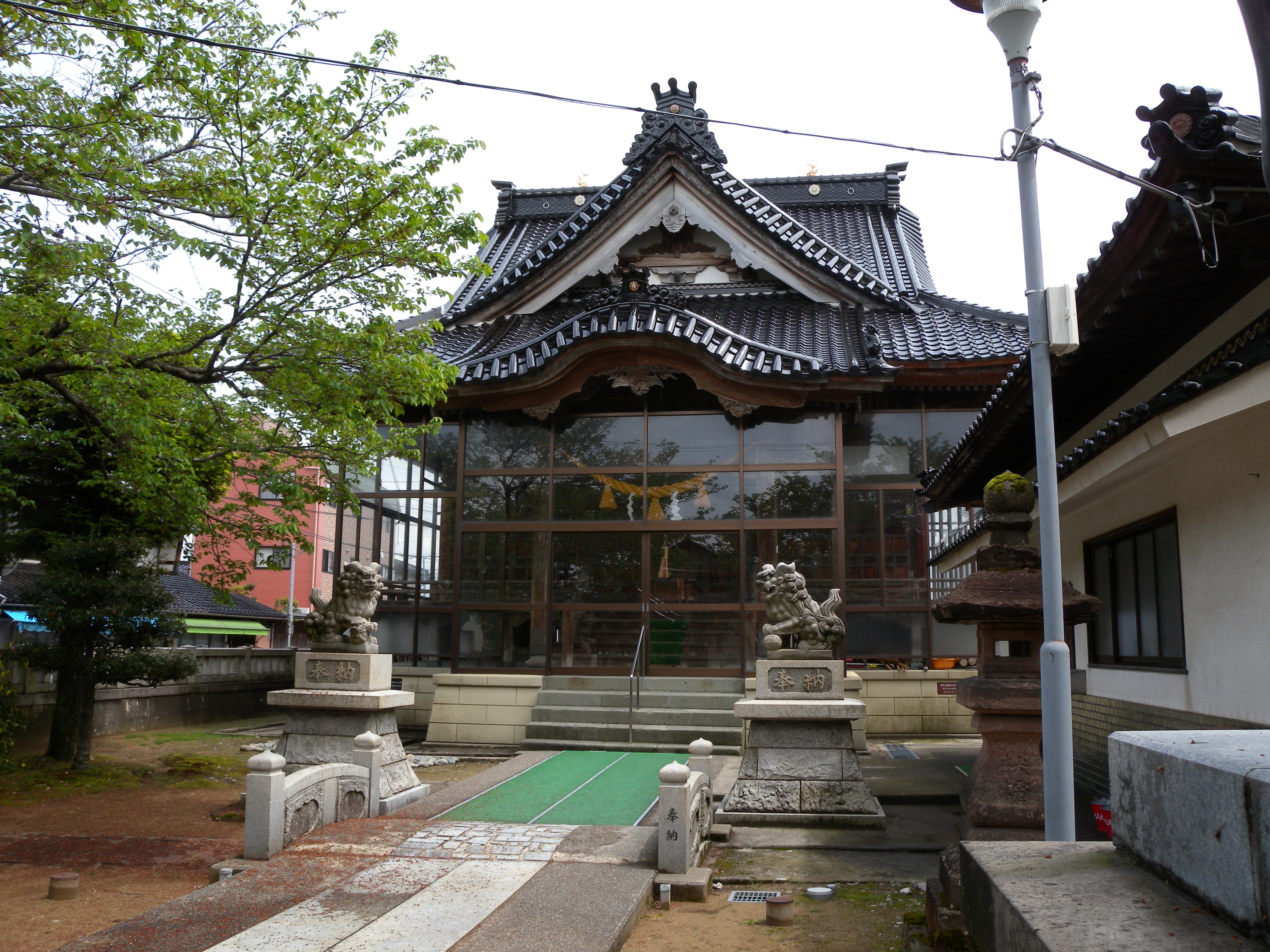
拝殿前景
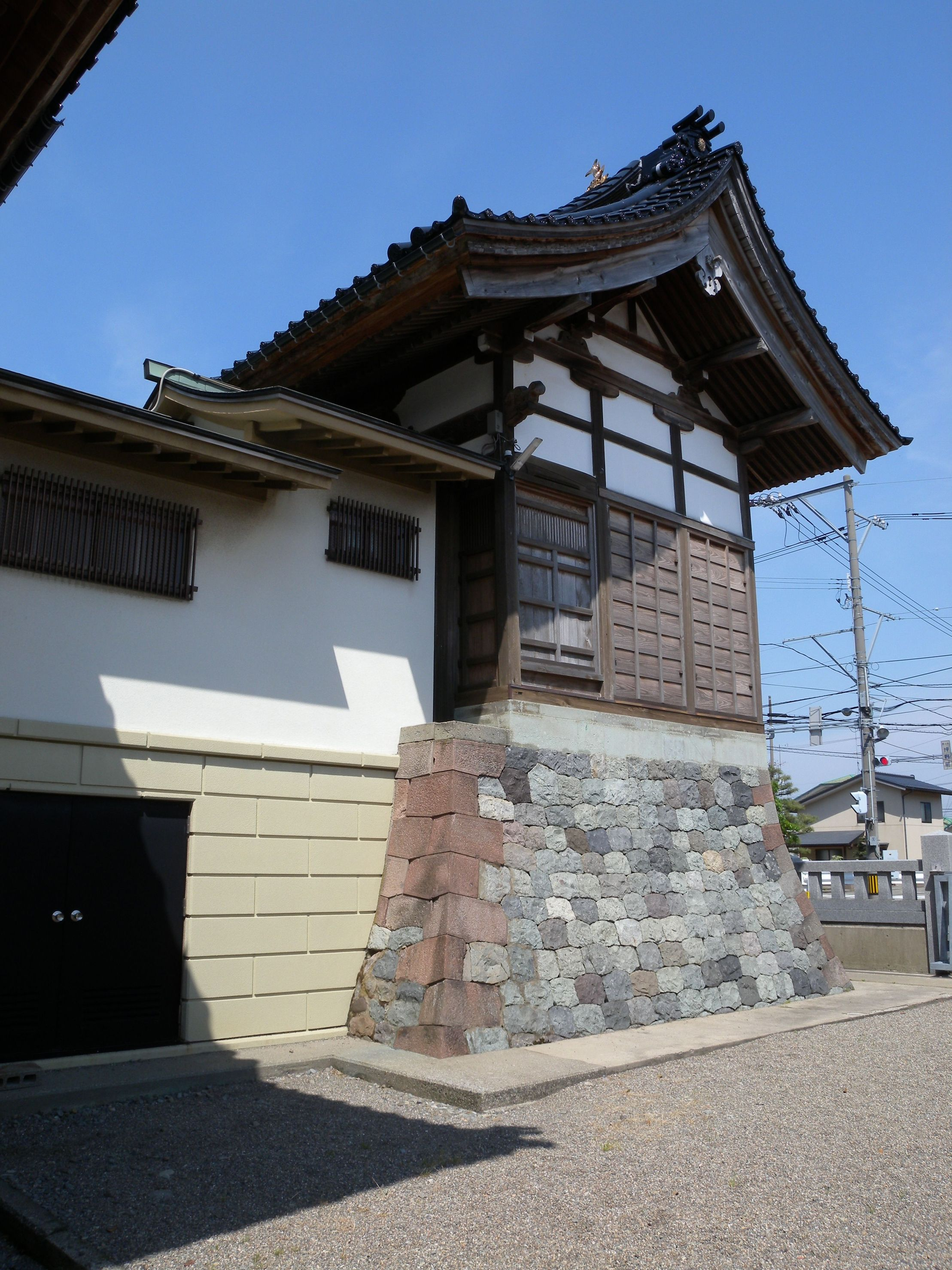
渡殿（幣殿）と本殿
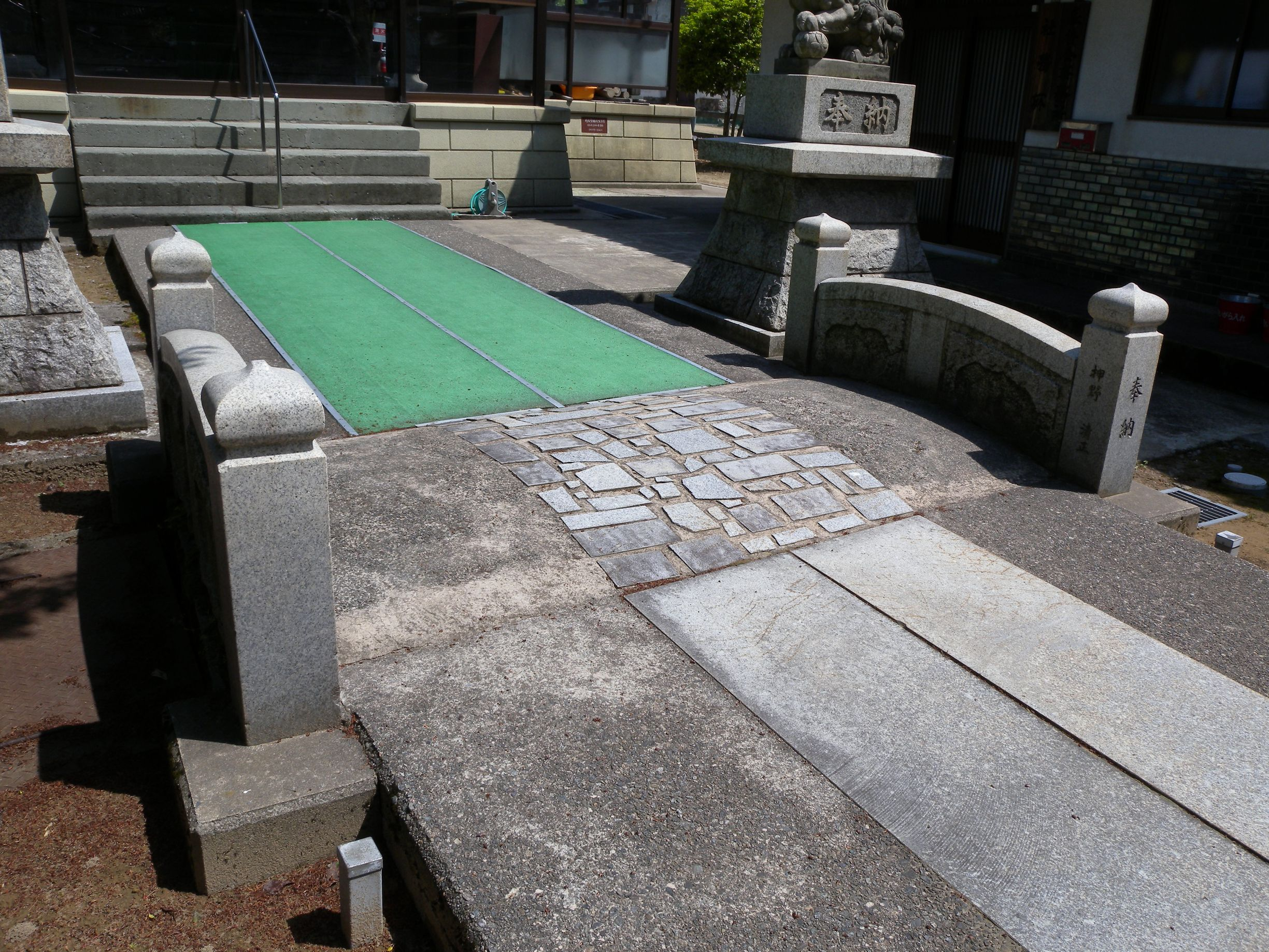
境内を横切る黒田用水に架かる橋
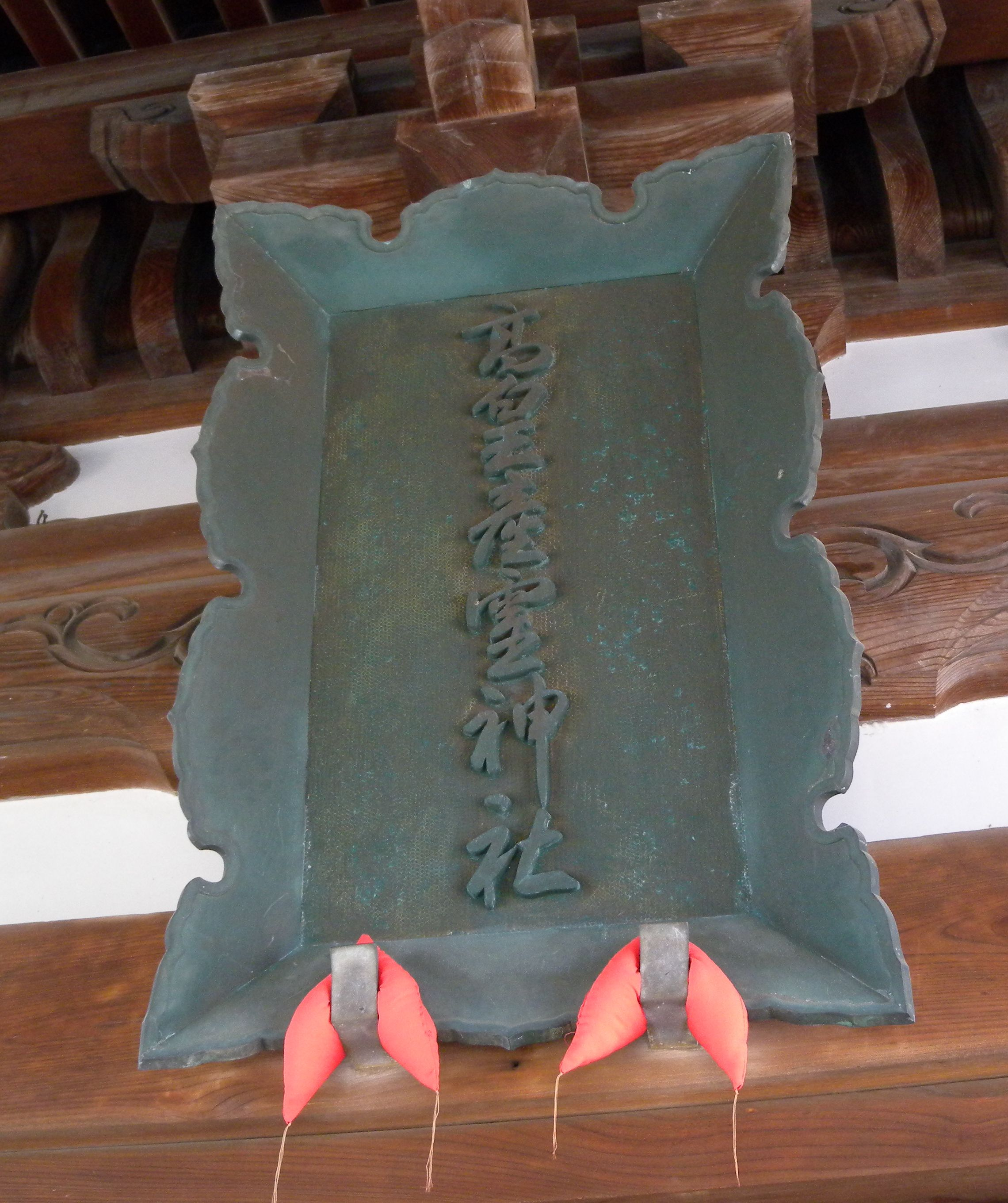
旧高皇産霊神社から受継いだ扁額
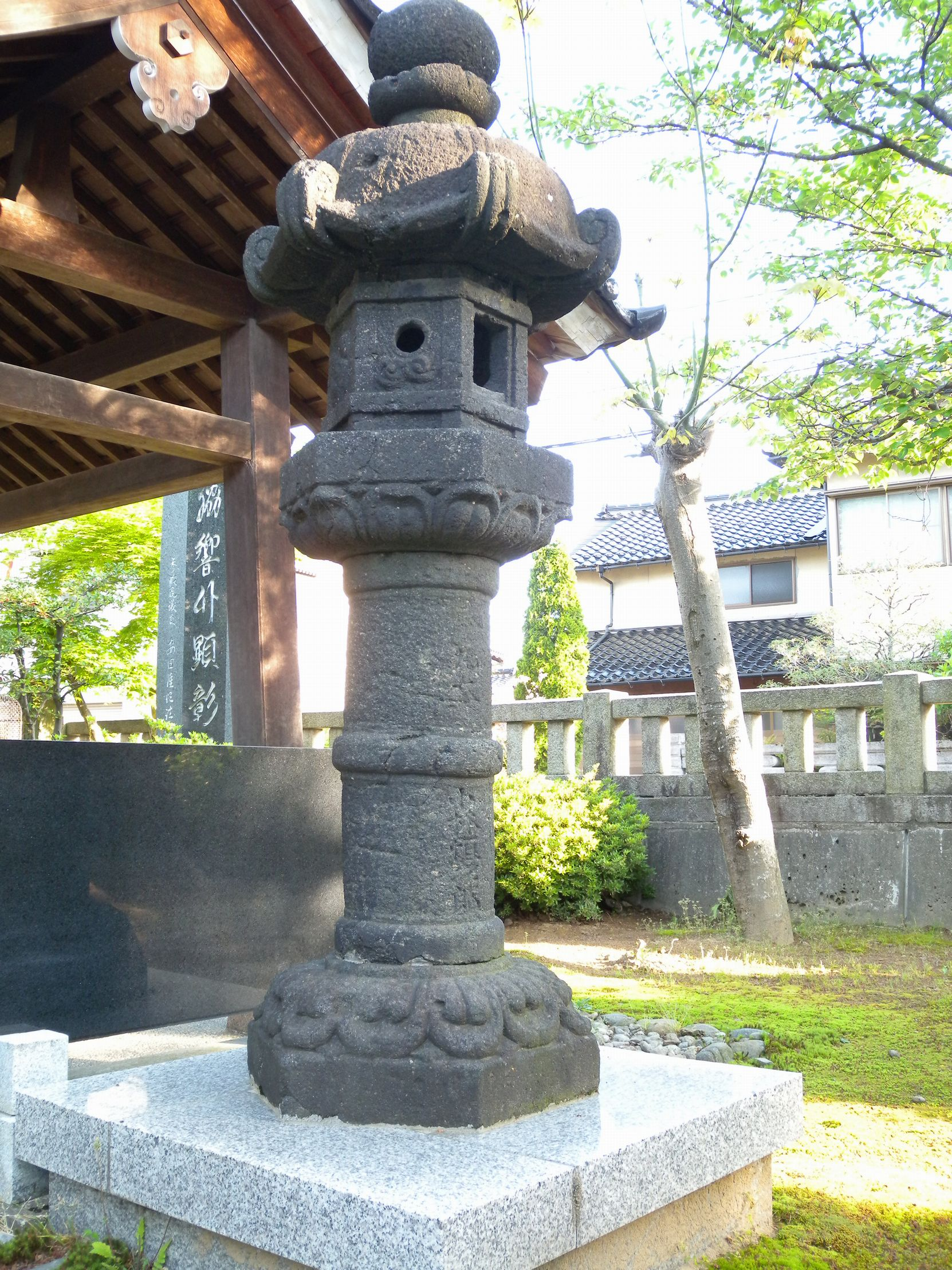
清水神社の春日型灯篭 献灯丸木小林恒次郎氏
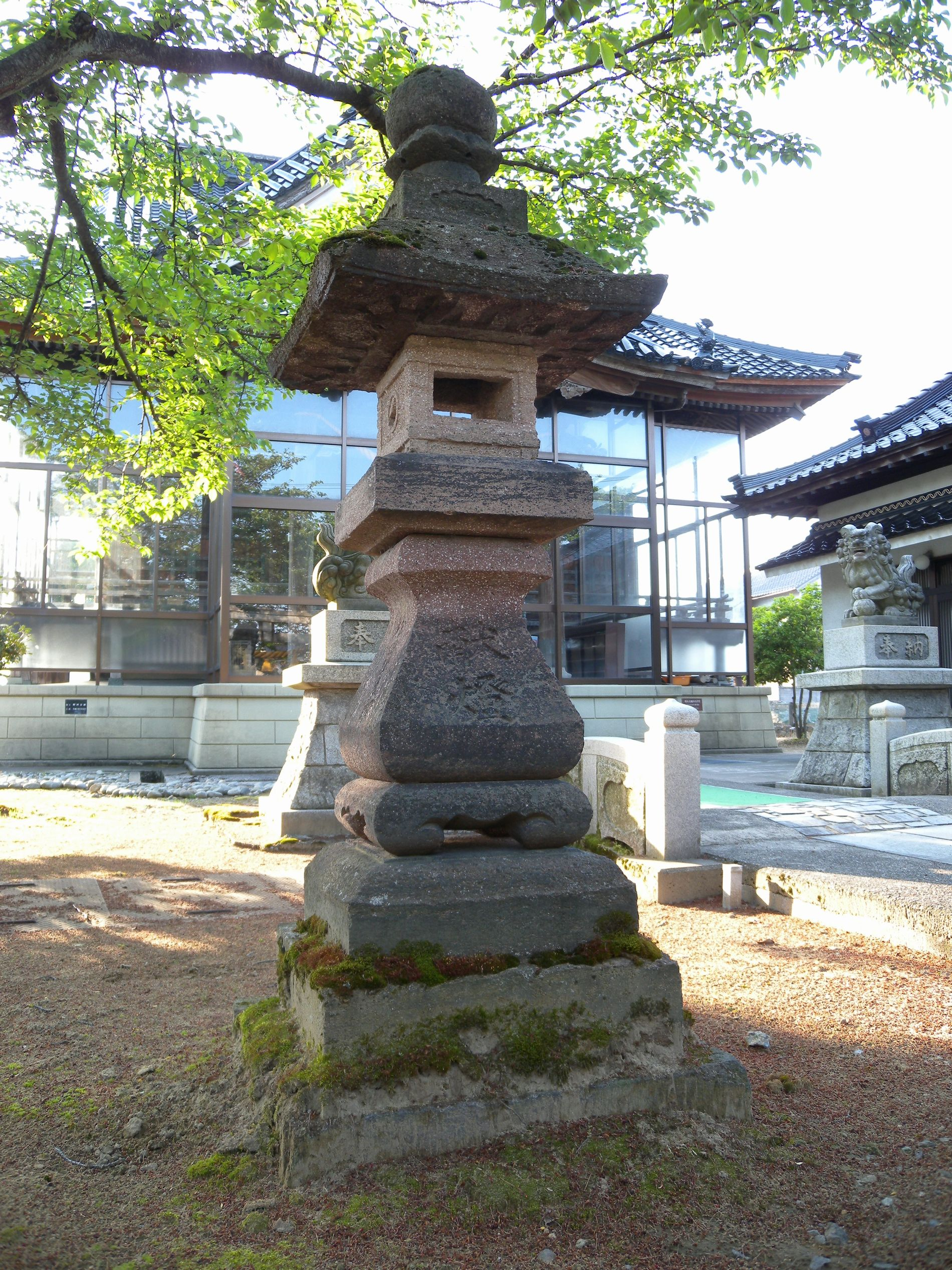
旧高皇産霊神社の神明型灯篭 献灯松田孫太郎氏
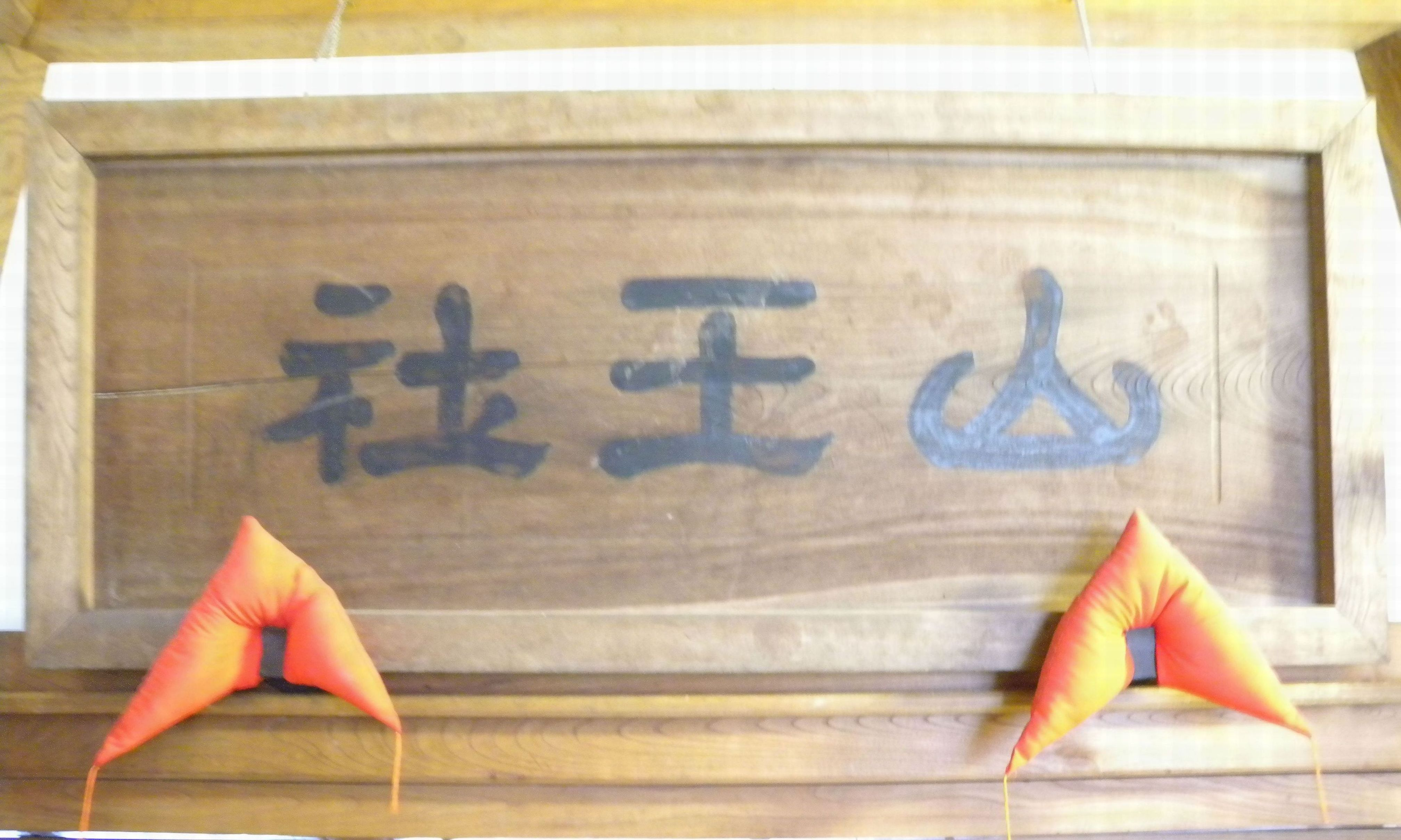
山王社扁額明治45年奉納と裏書

## 彫刻等
彫刻には、鳳凰、象、獏、唐獅子、龍などが登場し、木組みには、懸魚（けぎょ）、鰭（ひれ）、蟇股（かえるまた）、双斗（そうと）、木鼻（きばな）、虹梁（こうりょう）、箕束（みのづか）など、中世から受け継がれた
日本の神社造りの伝統が忠実に採用されており、文化的な価値も高いと思われる。

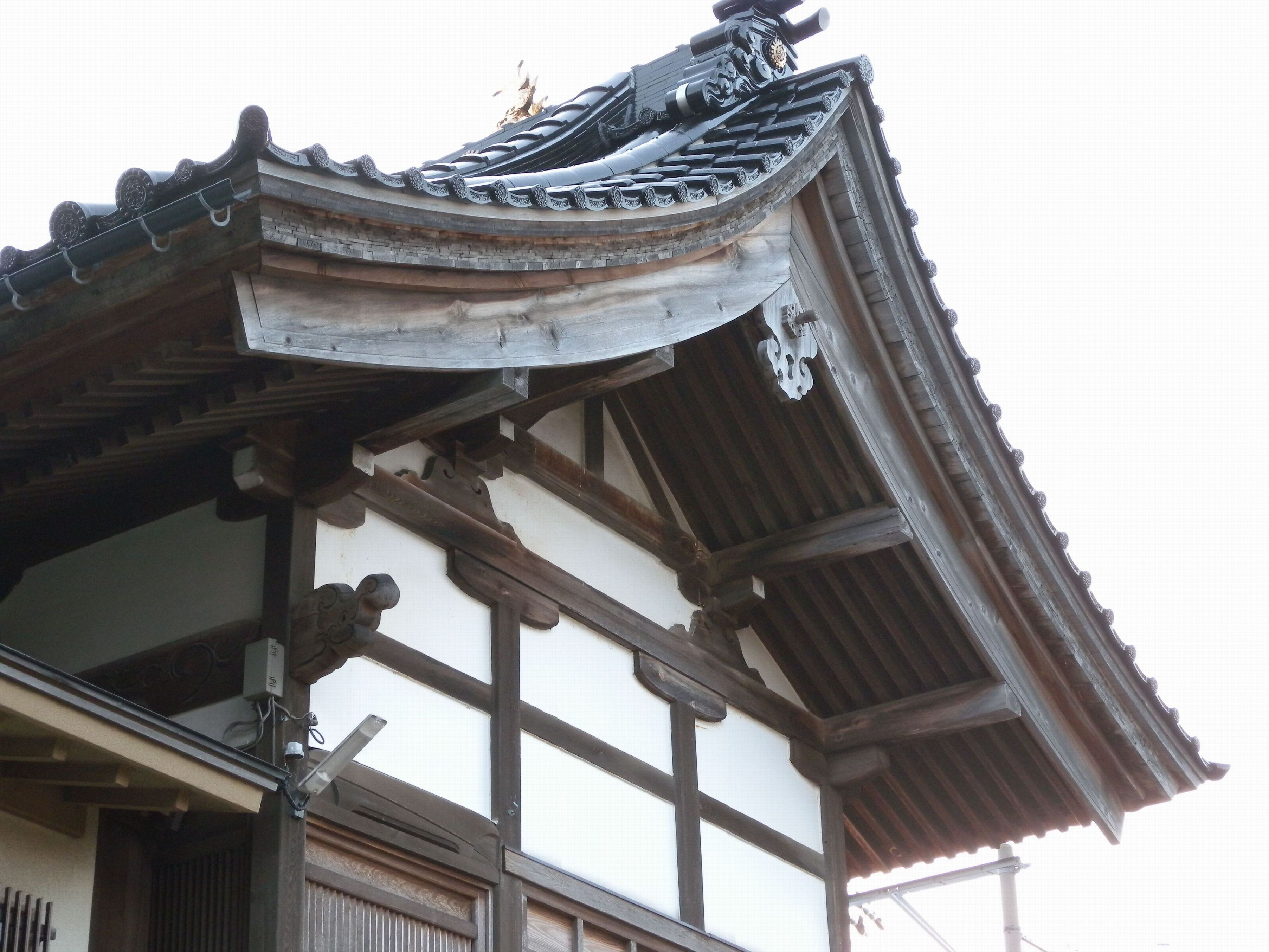
本殿の虹梁木鼻は簡素な獏、懸魚も平面的で目立った彫刻はない
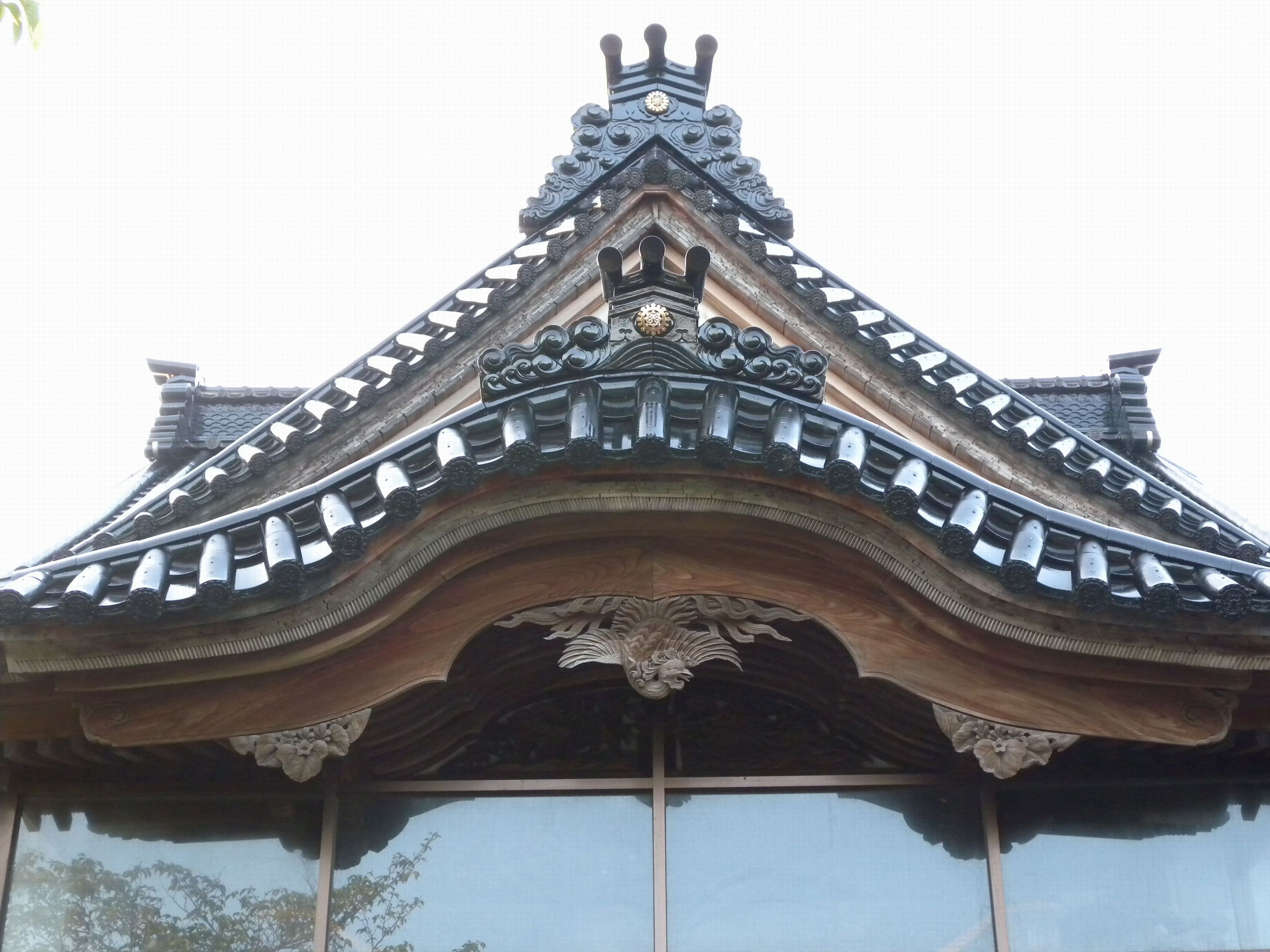
向拝の唐破風妻の懸魚は鳳凰 両サイドに花柄の降懸魚
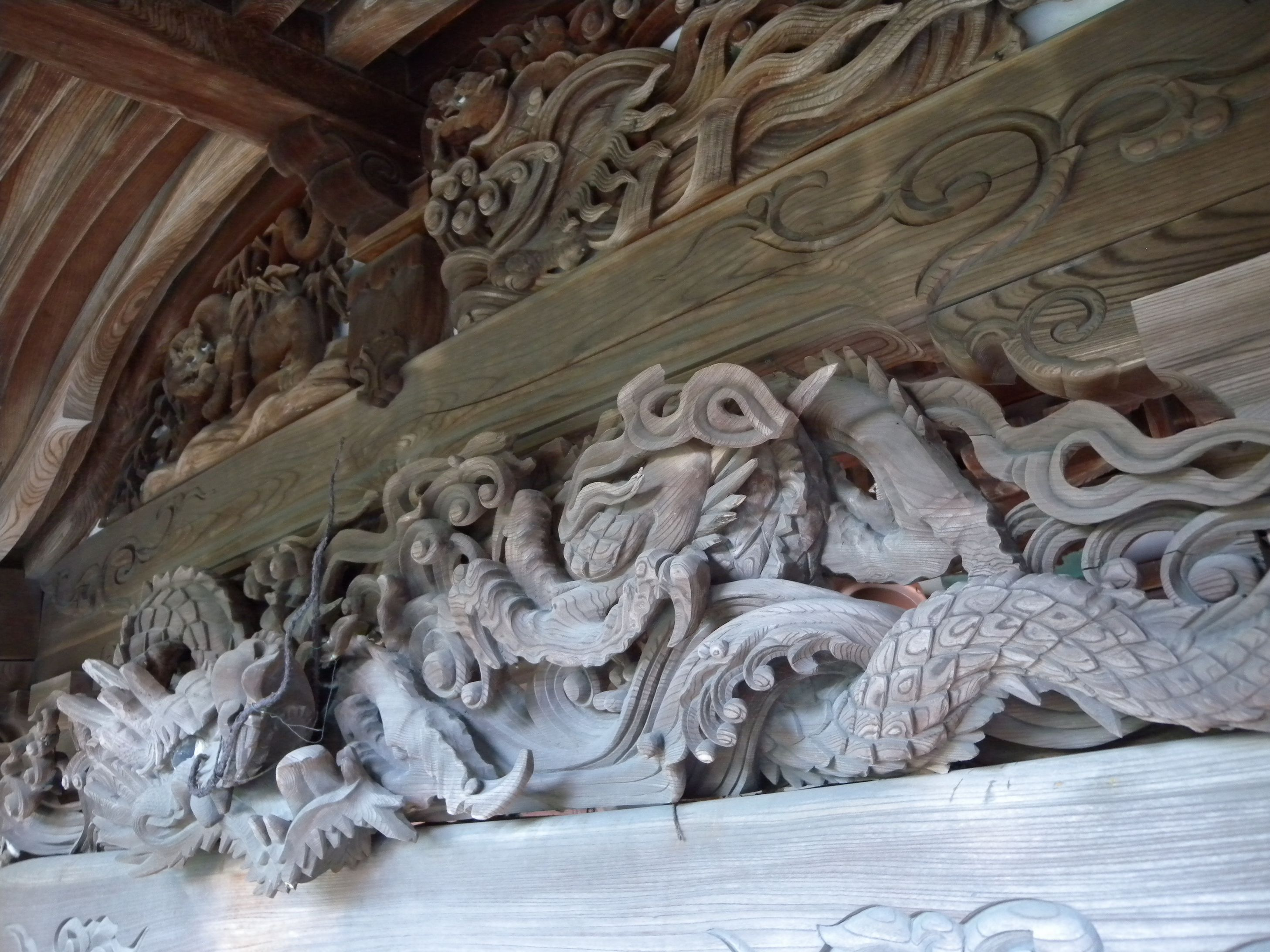
向拝の正面妻にある龍と獅子
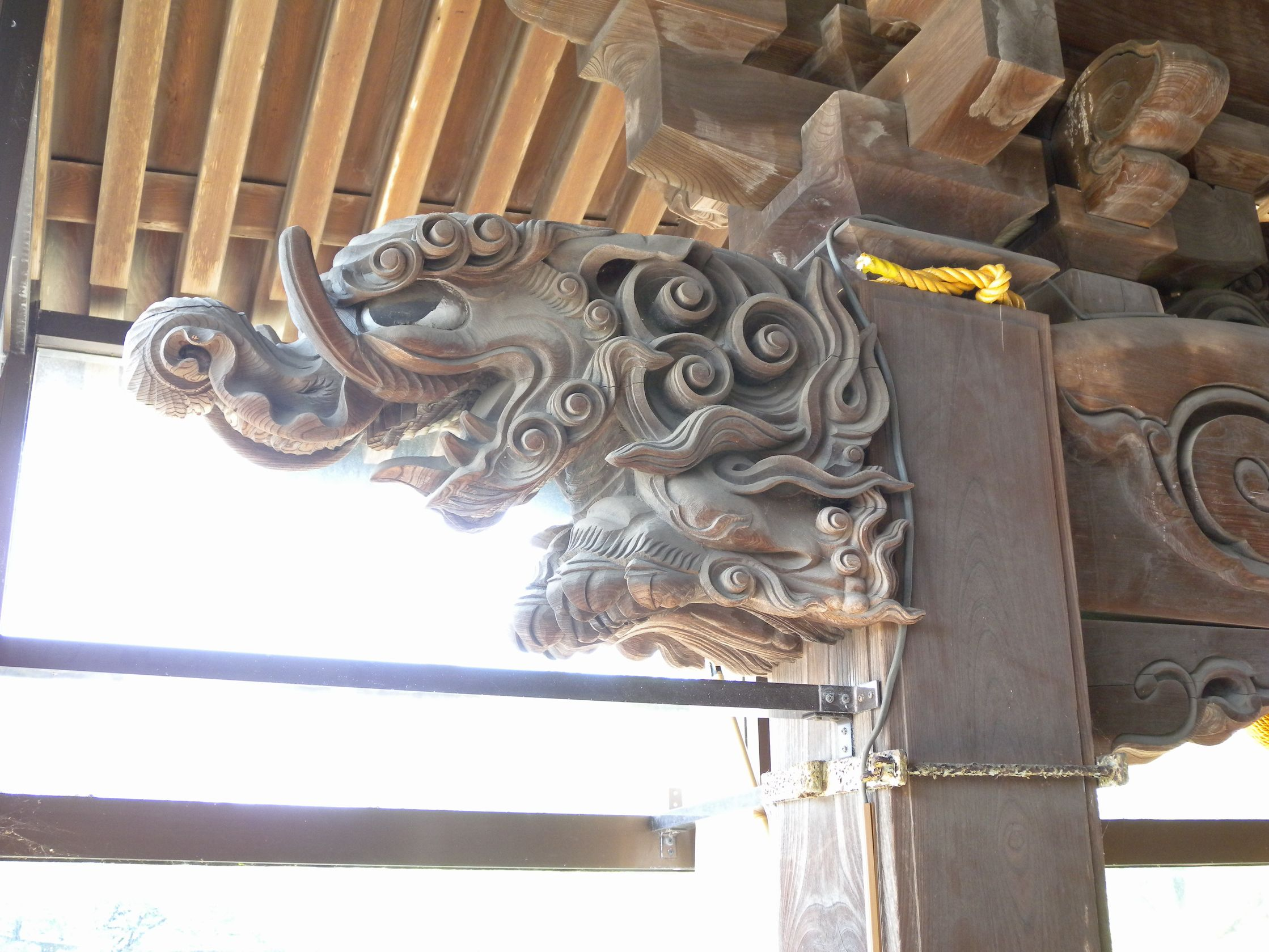
向拝の虹梁木鼻の象頭
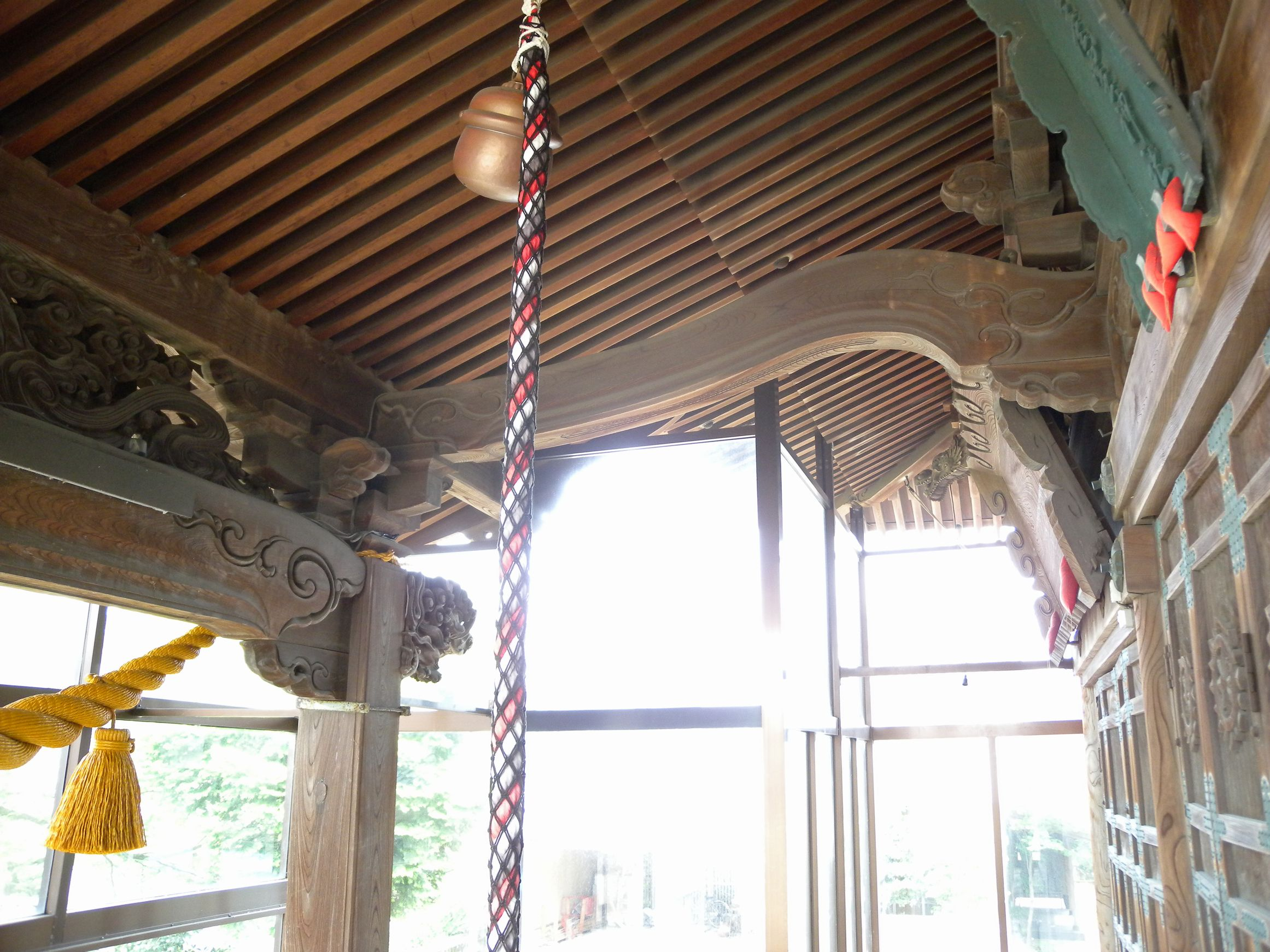
向拝と拝殿を繋ぐ海老虹梁
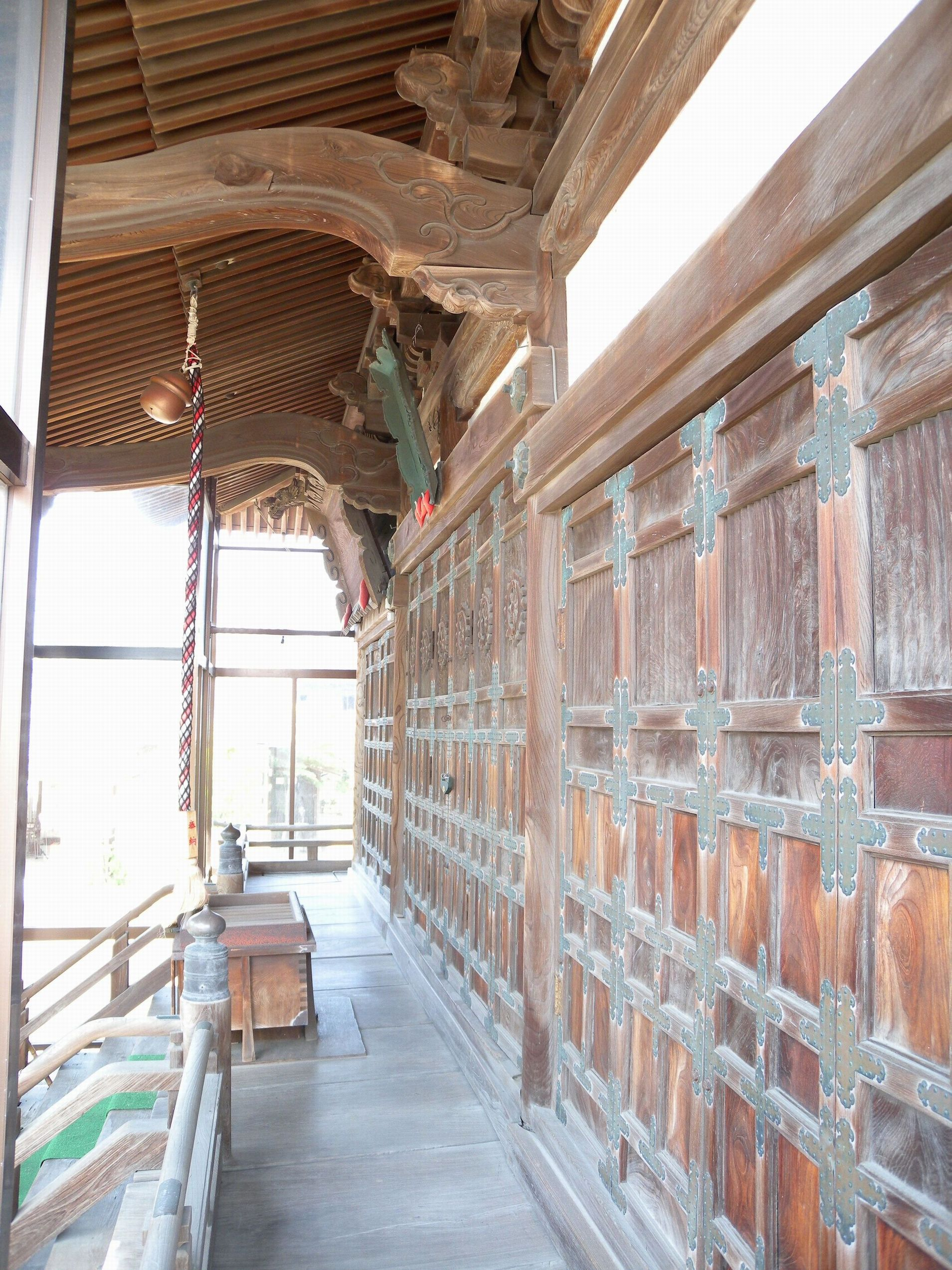
拝殿前面の縁
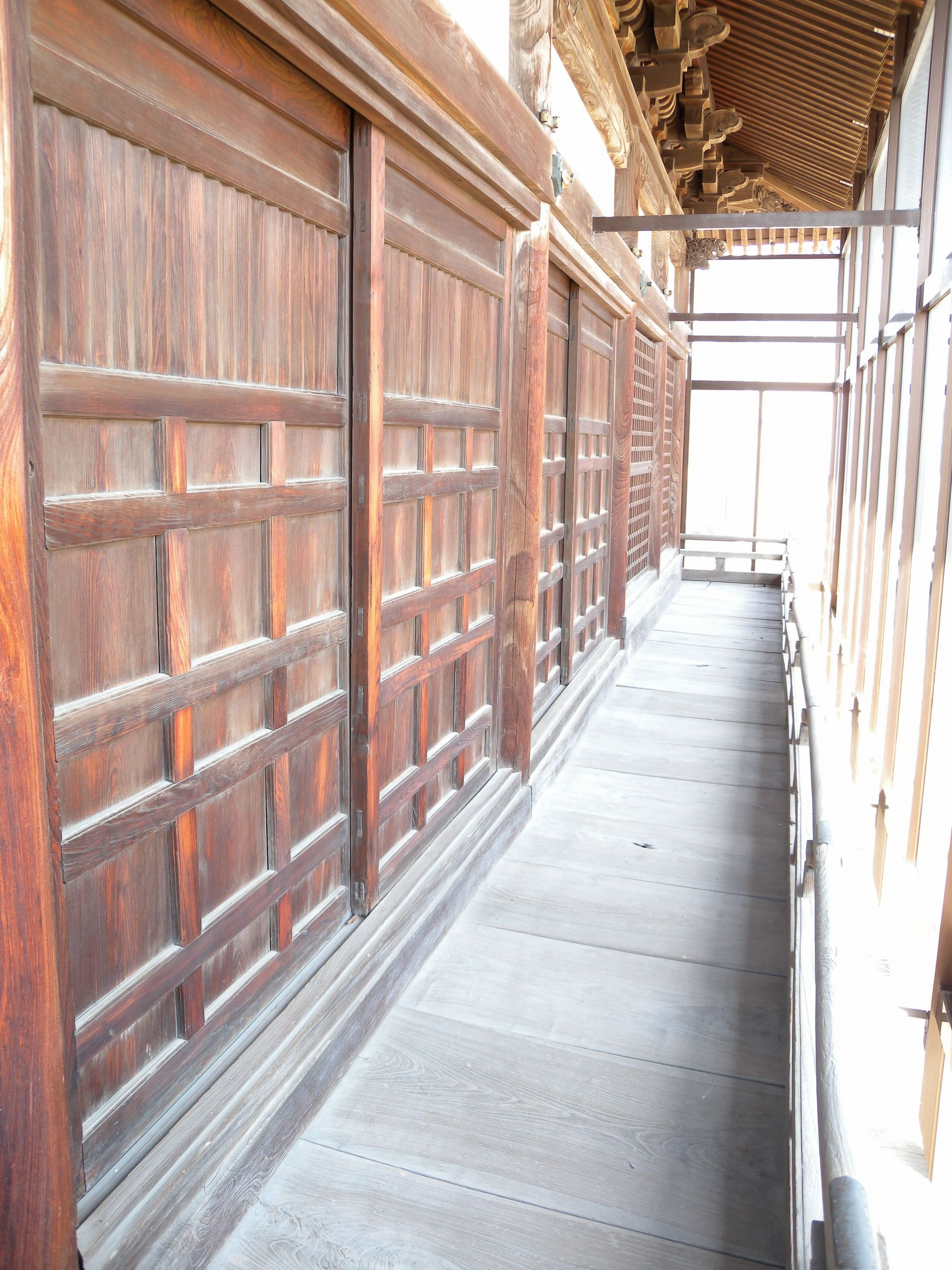
拝殿南面の縁
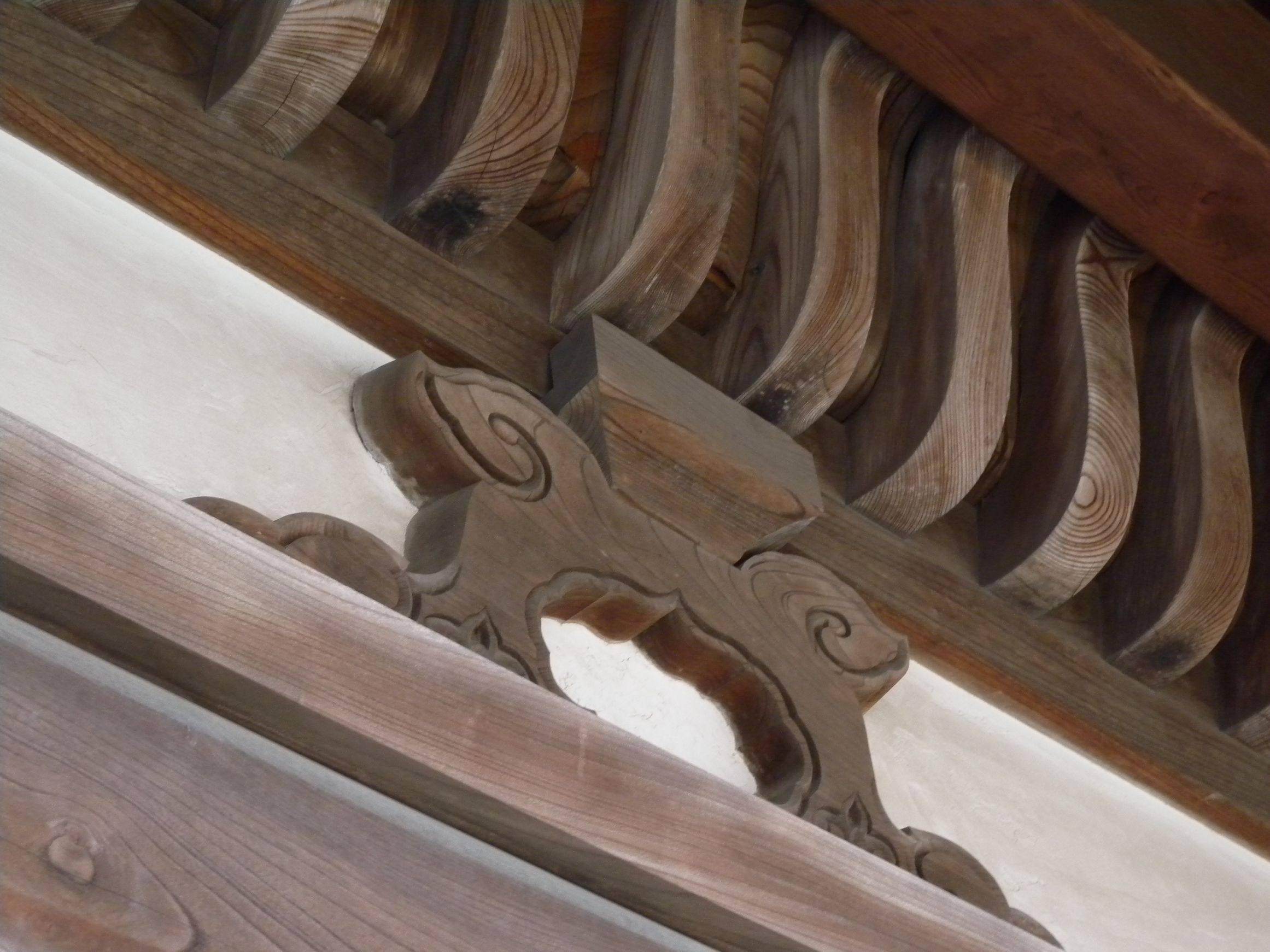
拝殿の蟇股
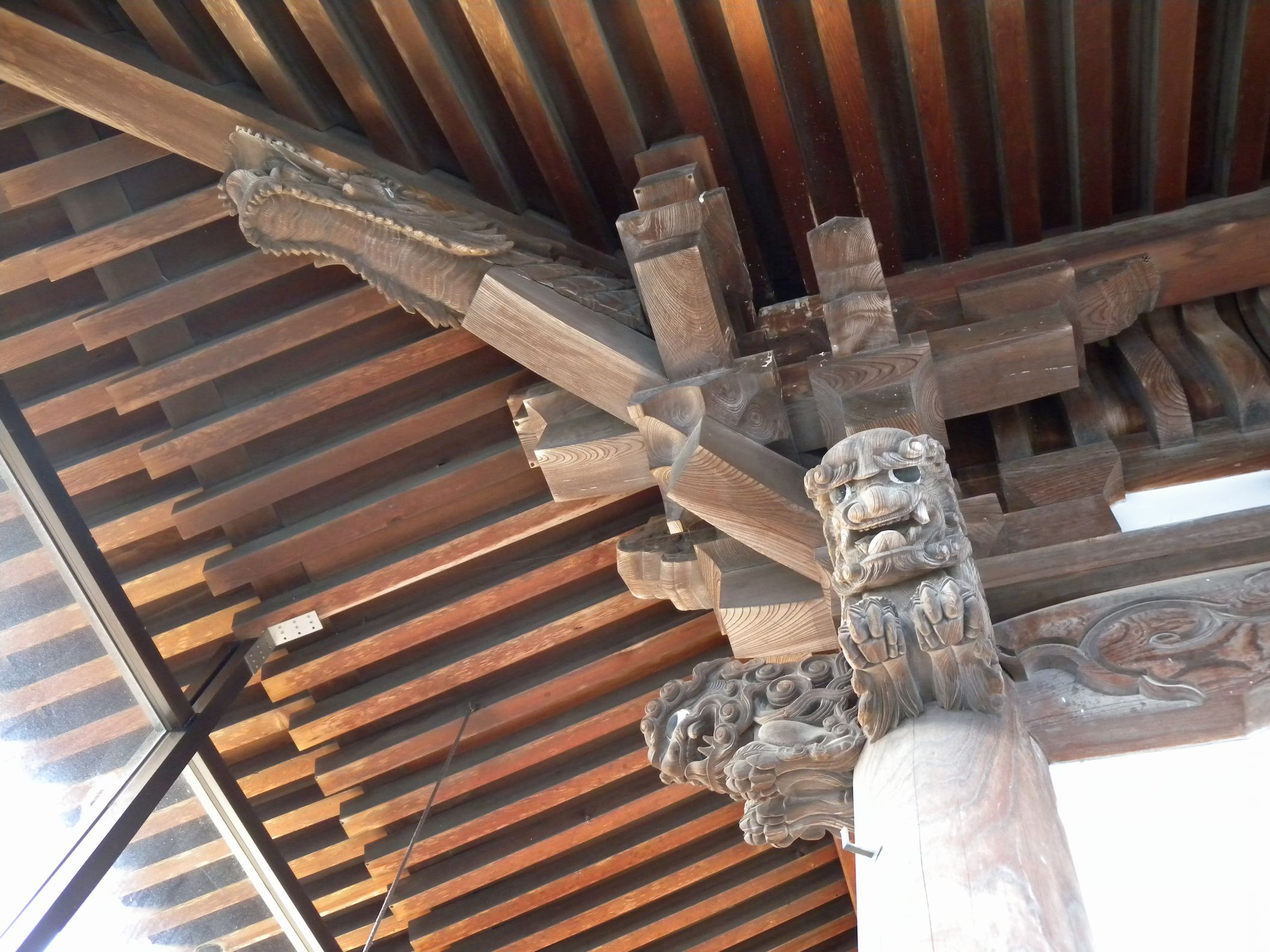
拝殿四隅の唐獅子と龍 肘木や斗を用いた複雑な木組み
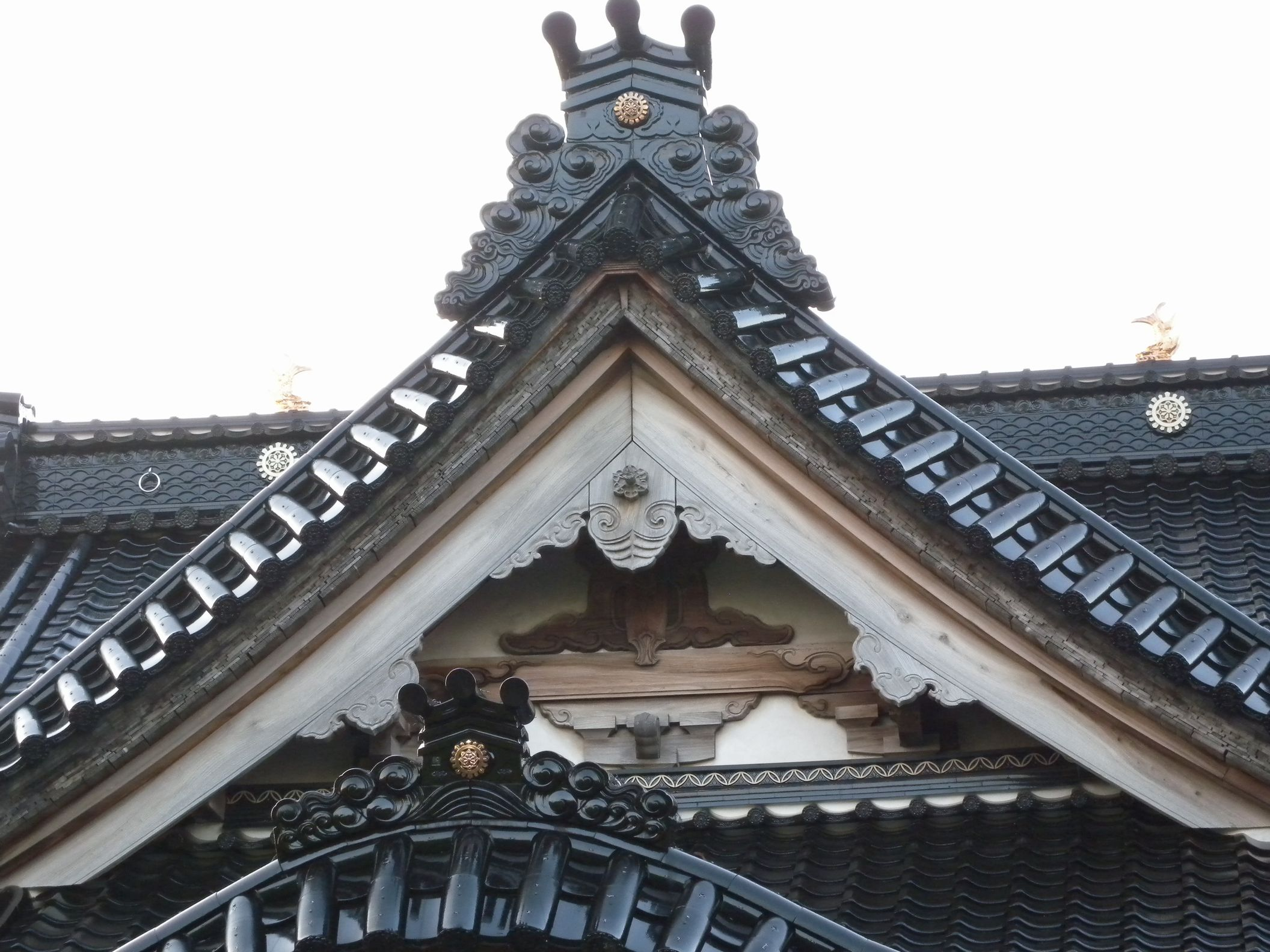
拝殿前面妻部の獏鼻束は装飾付き蟇股 虹梁は双斗で支える 中央に鰭付き蕪懸魚、左右の下方に降懸魚
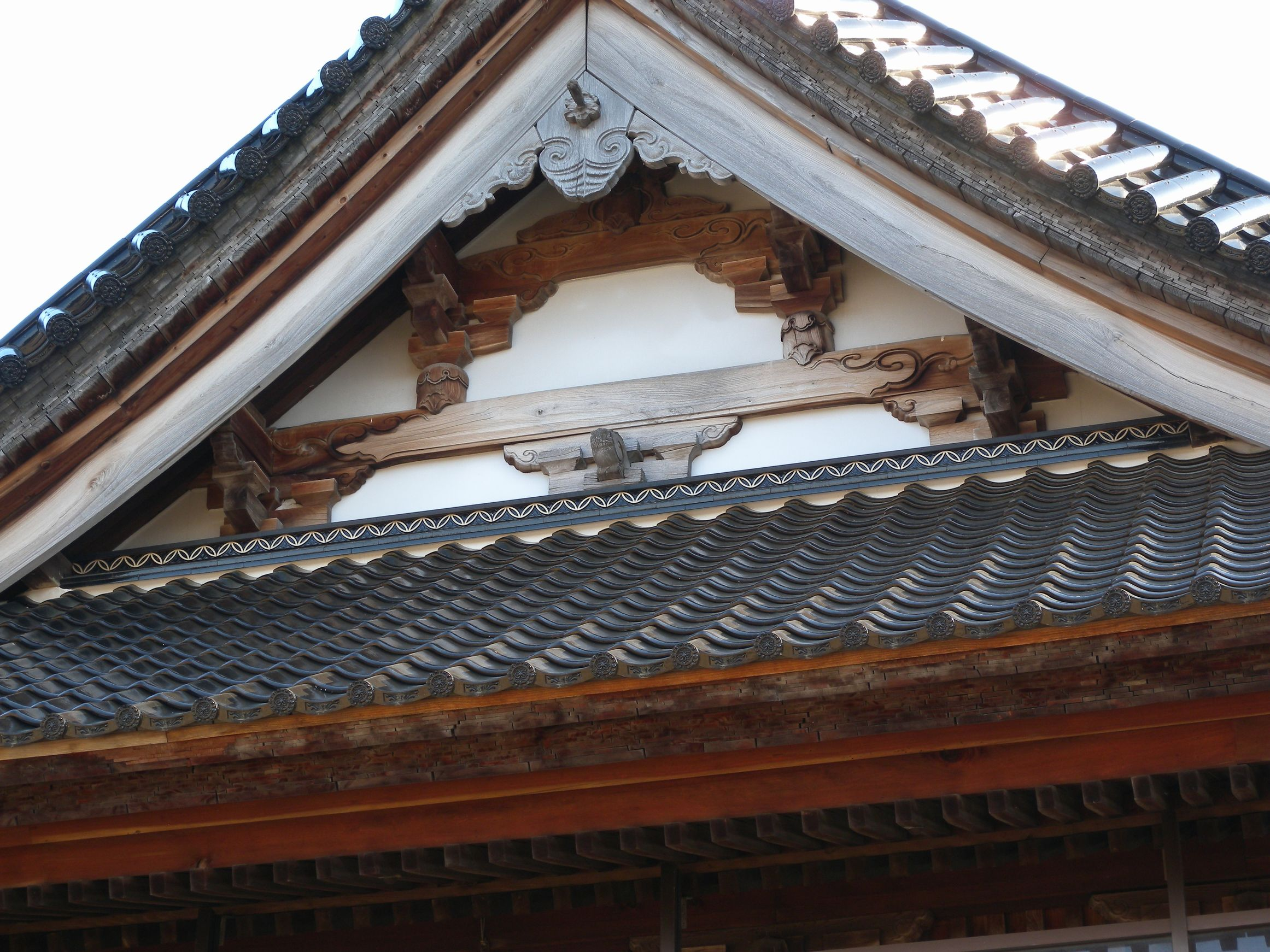
拝殿南面妻部二重虹梁 最上段の束は前面妻部同様の獏の鼻 二段目の左右2本の束は箕束 北面妻も同一構造

## 収蔵品

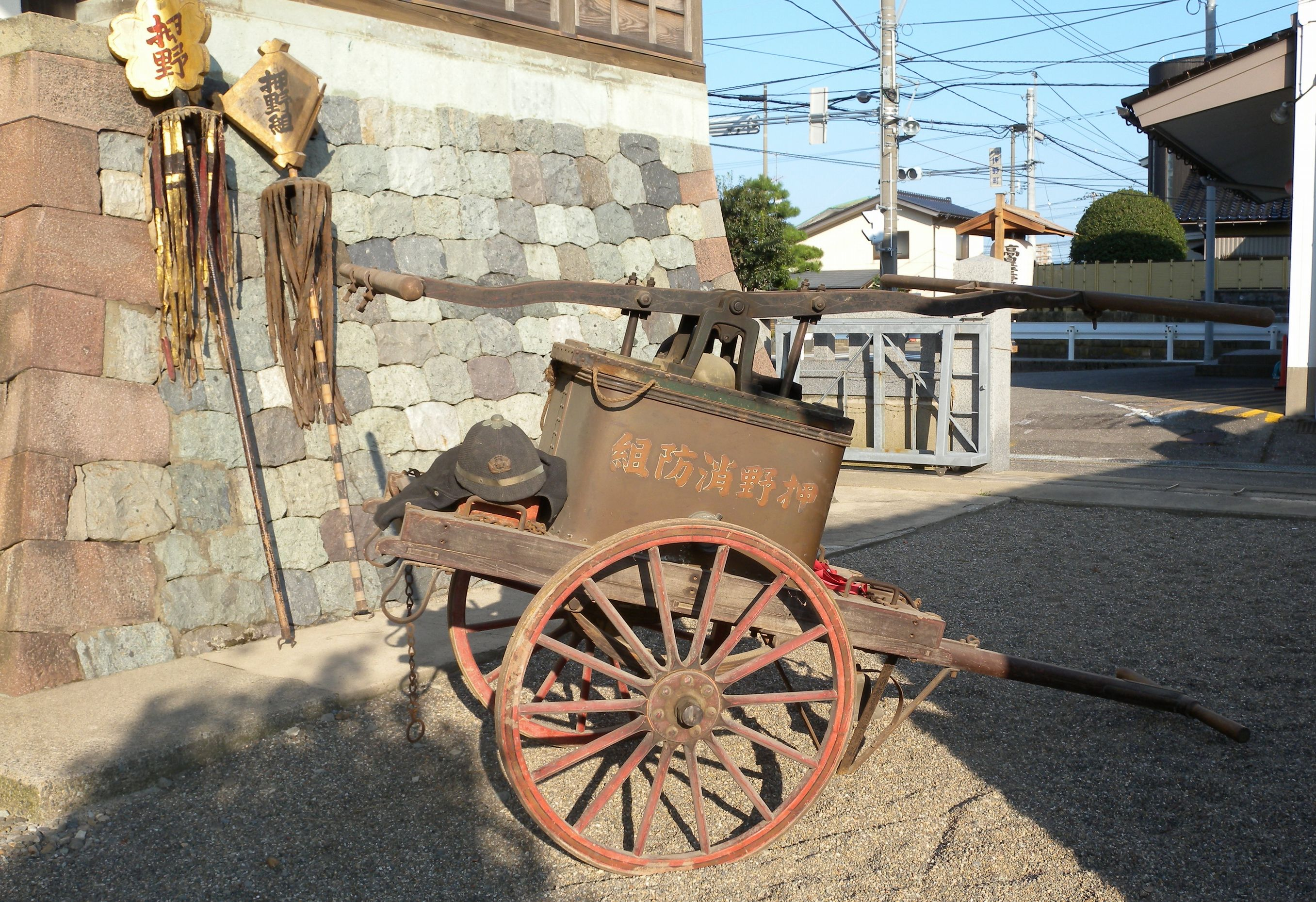
人力消防ポンプ 後藤於菟吉氏寄贈
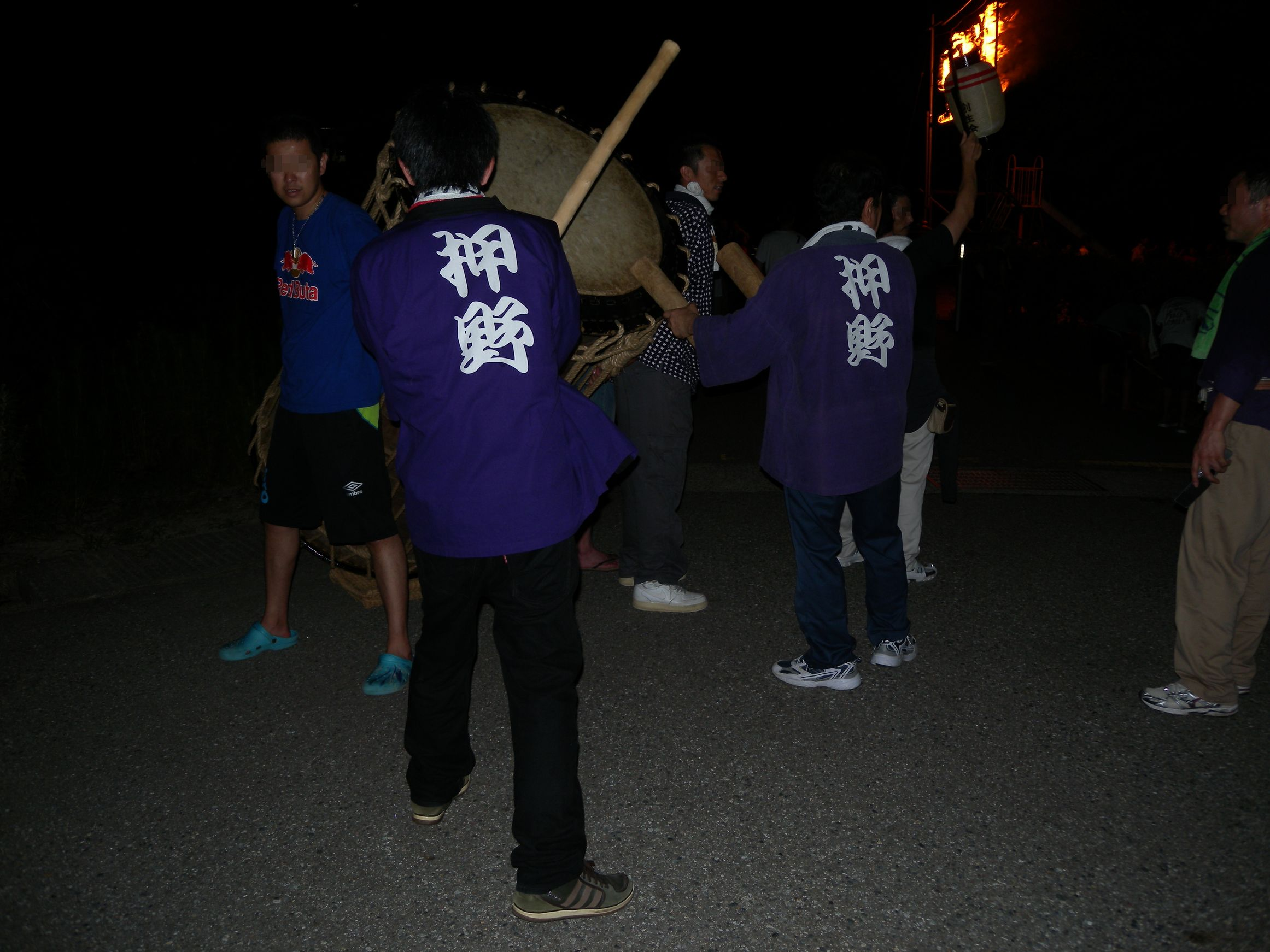
虫送り太鼓(珍しい曲げわっぱ作り) 明治44年製
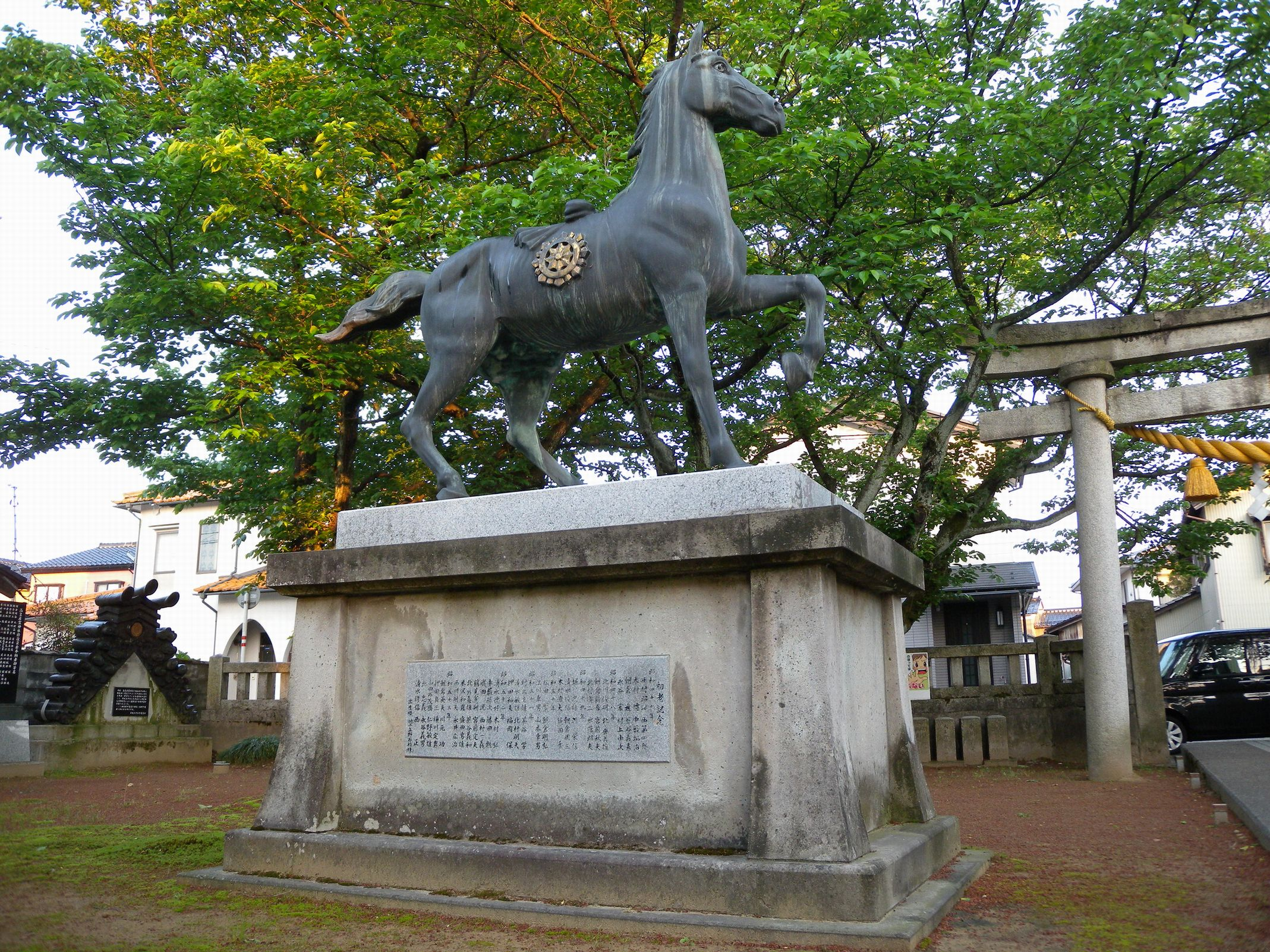
神馬、胴体に神紋八角鉾輪宝
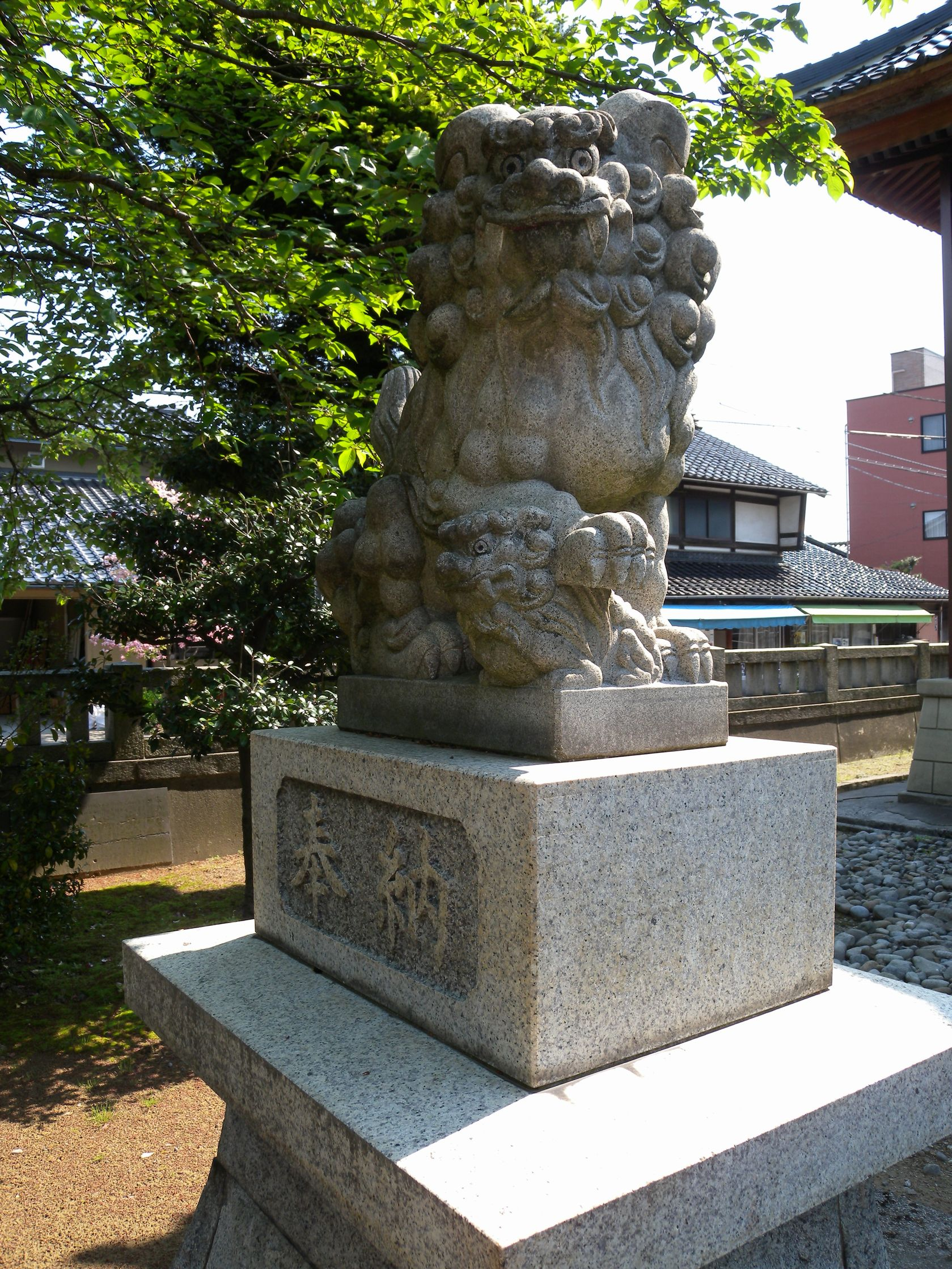
向かって左の吽形狛犬
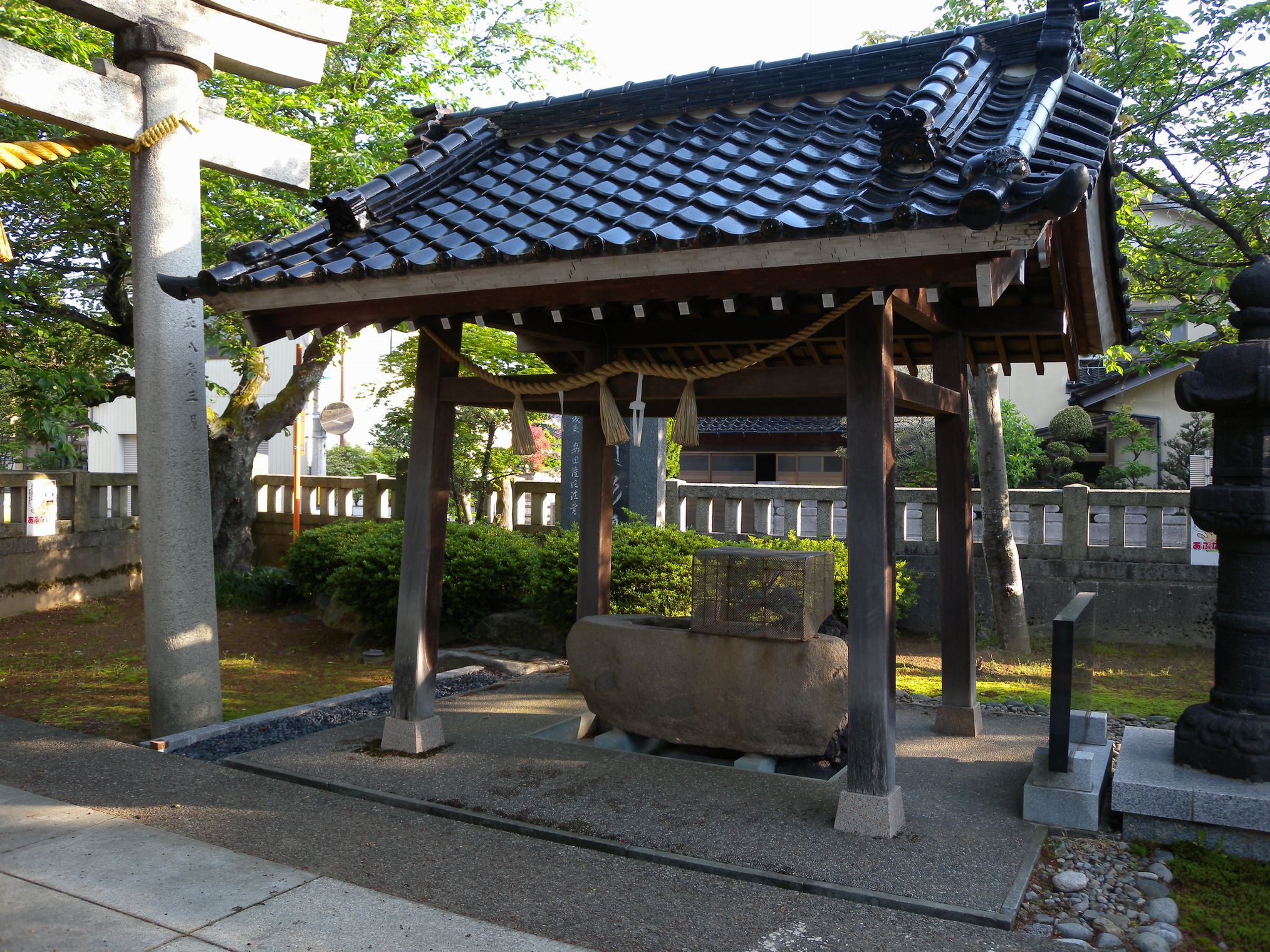
手水舎
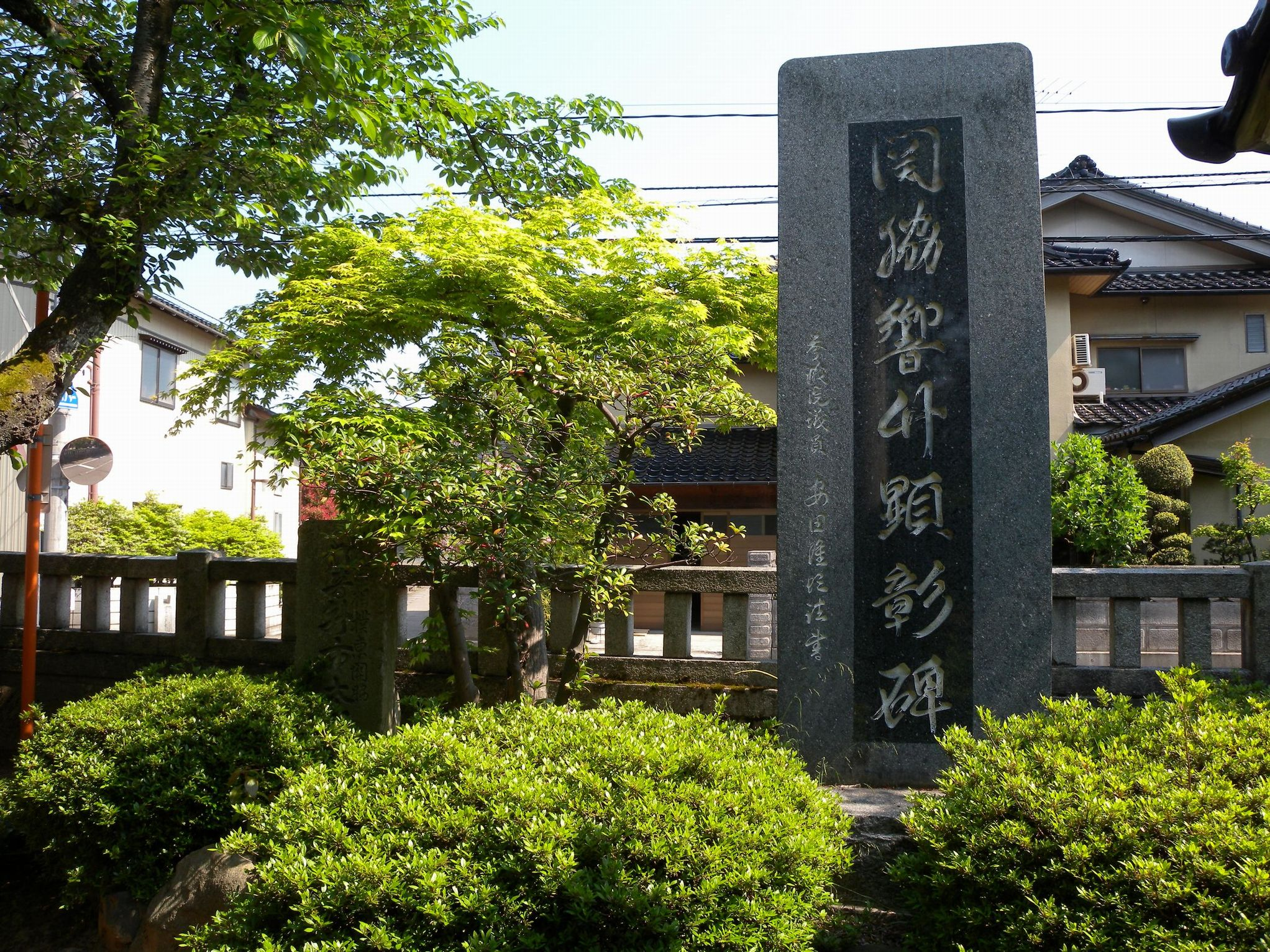
東京相撲関脇響升顕彰碑

## 謎
長年にわたり、本殿と拝殿は同時建築とされて来たが、竣工翌年に行われた大正元年（1912年）の本殿登録申請記録（8尺×8尺、板葺き）よりも、現在の本殿の造り（間口×奥行＝2間2尺×2間2尺、瓦葺き）がはるかに大きいことが分かる。建築記録は残っていないが、明らかに本殿には彫刻が少なく、造作も質素であり、神紋もやや異なるなど建築への取り組みが拝殿と異なっており、大正期か昭和期の初頭に再建築されたものと考えられる。